# Guerre du Vietnam
Guerre froide
Batailles
La guerre du Vietnam — également appelée deuxième guerre d'Indochine ou guerre civile vietnamienne, ou encore guerre des Dix Mille Jours par les Vietnamiens, qui ne la considèrent pas comme un conflit indépendant de la guerre d'Indochine — est une guerre qui se déroule au Vietnam et oppose, de 1955 à 1975, d'une part le Nord Vietnam (soutenu matériellement par le bloc de l'Est et la Chine) allié au « Việt Cộng », à d'autre part le Sud Vietnam militairement soutenu par l'armée des États-Unis — elle même appuyée par plusieurs alliés de la région du Pacifique (Australie, Corée du Sud, Thaïlande, Philippines).
Cette guerre ne fut jamais déclarée. Aussi, l'année exacte de son commencement fait débat. En 1998, le gouvernement fédéral des États-Unis détermine toutefois que les militaires américains tombés après le 1er novembre 1955 — date de la création du premier groupe de conseillers militaires américains envoyés au Sud Vietnam, pays plongé dans une situation insurrectionnelle à la suite de la guerre d'Indochine — peuvent être considérés comme morts durant la guerre du Vietnam.
Ce n'est cependant qu'à partir de 1965 que les États-Unis interviennent massivement au Vietnam, après la résolution du golfe du Tonkin adoptée par le Congrès en août 1964 : le corps expéditionnaire américain va culminer à plus de 500 000 hommes (principalement des conscrits) en 1969. La politique de contre-insurrection des États-Unis, accompagnée de bombardements massifs, principalement sur le Nord Vietnam — notamment l’opération Rolling Thunder de mars 1965 à novembre 1968 —, échoue cependant à faire cesser la guérilla dans le Sud : en 1968, l'offensive du Tết par les forces du Việt Cộng, appuyées par l’armée nord-vietnamienne, confirme l'enlisement militaire du conflit vietnamien. Les Nord-Vietnamiens utilisent le territoire du Laos, en guerre civile à partir de 1959, et celui du Cambodge pour acheminer leurs troupes au Sud Vietnam : les opérations américaines frappent également ces pays limitrophes. La guerre du Vietnam contribue incidemment à provoquer la guerre civile cambodgienne entre le gouvernement cambodgien soutenu par les États-Unis et les Khmers rouges soutenus par les Nord-Vietnamiens. Alors que le Sud-Vietnam comptait la présence de troupes américaines et d’alliés, le Nord comptait également la participation de forces étrangères, principalement de la Chine. Alors que l'armée sud-vietnamienne opérait principalement en légitime défense sur son propre territoire, elle participa également à la guerre civile cambodgienne en 1970, mena des opérations militaires dans le sud du Laos en 1971 et mena des frappes aériennes contre le Nord-Vietnam, bien que le rôle de leurs frappes aériennes fut terne.
Le conflit sollicitant des moyens humains et financiers très importants, tout en étant de plus en plus impopulaire dans l'opinion publique américaine, et les États-Unis du président Nixon envisageant un rapprochement avec la Chine communiste de Mao, les accords de paix de Paris décident en 1973 du retrait militaire américain. Deux ans plus tard, le Nord Vietnam lance une offensive contre le Sud Vietnam et remporte la victoire, concrétisée par la chute de Saïgon en avril 1975. Le pays est officiellement réunifié l'année suivante et devient la république socialiste du Vietnam. À l'instar du Vietnam, le Cambodge et le Laos voisins deviennent eux aussi des pays communistes.

## Présentation générale
À la suite de la guerre d'Indochine et de l'échec de la France pour se maintenir en Indochine à la suite de la victoire du Việt Minh communiste à la bataille de Diên Biên Phu le 7 mai 1954, les accords de Genève divisèrent le pays en deux par une zone démilitarisée au niveau du 17e parallèle nord. Les deux parties du Vietnam connurent alors la mise en place de gouvernements idéologiquement opposés :
- au nord, la république démocratique du Vietnam (RDVN), régime communiste fondé par Hô Chi Minh en septembre 1945, soutenue par la république populaire de Chine à partir d'automne 1950 ;
- au sud, l'État du Vietnam (EVN) puis la république du Vietnam (RVN), régime nationaliste et capitaliste soutenu par les États-Unis. La république du Vietnam a été déclarée par Ngô Đình Diệm en août 1955[14], à la suite d'un coup d’État contre Bảo Đại déguisé en référendum. L'État du Vietnam a été créé en 1949 en tant qu'État indépendant affilié à l'Union française[15],[16], puis il est devenu membre pleinement indépendant de cette organisation le 4 juin 1954[17],[18].

Ngô Đình Diệm et son gouvernement refusèrent de tenir le référendum prévu au plus tard à l'été 1956 par les accords de Genève de 1954. De son côté, la république démocratique du Vietnam reprit les manœuvres contre le régime sud-vietnamien, en annonçant son souhait de réunifier tout le pays sous son régime ; sa stratégie consista à s'appuyer sur le Front national de libération du Sud Vietnam (FNL), également appelé « Viêt-Cong », en réactivant la guérilla au Sud par des ex-éléments du Viêt-Minh dès 1959 ; dès 1959, à effectuer des infiltrations de cadres communistes et de matériels grâce à la réutilisation de la piste Hô Chi Minh.
Dès le début du conflit, la RDVN fut soutenue par des aides logistiques sino-soviétiques, alors que de son côté la RVN fut progressivement « coadministrée » par un interventionnisme américain croissant au fil des années. Les États-Unis inscrivirent ce conflit dans la logique de la guerre froide en s'appuyant sur une stratégie anticommuniste. L’expansion du communisme devait être stoppée conformément à la doctrine américaine de l’endiguement, afin d'empêcher un « effet domino » en Asie du Sud-Est. L'autoritarisme croissant de Diêm, et la répression de l'ensemble des opposants s'avérèrent cependant inefficaces pour contenir l'insurrection, et ne firent au contraire que l'entretenir. En 1963, le président sud-vietnamien est renversé et tué au cours d'un coup d'État militaire approuvé par les Américains. Mais le nouveau régime, dénué de stabilité politique comme de réel soutien populaire, s'avère tout aussi inefficace que Diêm face aux insurgés, ce qui décide les États-Unis, jusque-là présents par le biais de conseillers militaires, à renforcer leur engagement. En 1964, les incidents du golfe du Tonkin, dont l'importance est délibérément gonflée par le gouvernement américain, permettent au président Lyndon B. Johnson de faire adopter une résolution du Congrès qui lui laisse les mains libres pour intervenir au Vietnam. À partir de 1965, des troupes américaines sont massivement déployées au sol supportée par la Septième flotte des États-Unis.
La stratégie américaine, qui influe également sur les situations au Laos et au Cambodge, s'avère cependant incapable de réduire l'insurrection du FNL : les trois pays de l'ex-Indochine française sont massivement bombardés, mais les frappes américaines - notamment l'opération Rolling Thunder qui vise directement le territoire du Nord Vietnam - échouent à interrompre la piste Hô Chi Minh par le biais de laquelle le Nord Vietnam ravitaille les combattants communistes du Sud.
Après huit ans de combats intensifs et un lourd bilan humain et matériel, l’intervention directe et massive des États-Unis prit fin avec la signature des accords de paix de Paris en 1973. Les combats entre forces vietnamiennes s'achevèrent avec la chute de Saïgon, capitale de la RVN, le 30 avril 1975 (elle fut rapidement rebaptisée Hô Chi Minh-Ville). Après la victoire de la RDVN, les deux Vietnam furent réunifiés pour former la république socialiste du Vietnam le 2 juillet 1976 et la capitale installée à Hanoï, jusqu'alors capitale de la RDVN ; le Parti communiste vietnamien devint parti unique.
Côté américain, cette guerre marqua toute une génération et dégrada considérablement l'image du pays. Considérée comme la première défaite militaire de l'histoire des États-Unis, cette guerre impliqua plus de 3,5 millions de jeunes Américains envoyés au front entre 1965 et 1972. Parmi les cinéastes influençant cette image figurent entre autres Stanley Kubrick, Michael Cimino, Francis Ford Coppola et Oliver Stone, vétéran du Vietnam au sein de la 25e division d'infanterie, qui réalisera une trilogie sur ce conflit avec les films Platoon, Né un 4 juillet et Entre ciel et terre. Avec plus de 400 films sur la guerre du Vietnam et ses conséquences, ce conflit a été l'un des sujets de prédilection des cinéastes hollywoodiens.

## Origine du conflit: l’après-guerre d'Indochine
La guerre du Vietnam trouve son origine dans la guerre d'Indochine au Vietnam (1946-1954), conflit qui opposa la France au Việt Minh, fondé et dirigé par le leader révolutionnaire Hô Chi Minh. Pendant la guerre, les Français ont reçu le soutien d'un groupe d'indigènes pour combattre le mouvement de résistance du Việt Minh pour l'indépendance. Cependant il ne faut pas comprendre mécaniquement que ceux qui ont coopéré avec la France voulaient maintenir le Vietnam en tant que colonie parce qu’ils voulaient en réalité obtenir leur indépendance en paix et que la guerre contenait des éléments de conflit idéologique de la guerre froide,,. Le Việt Minh était une organisation communiste, c'est pourquoi les nationalistes s'y opposaient, qui soutenaient l'indépendance vietnamienne mais s'opposaient à la théorie de la lutte des classes et de la dictature du prolétariat. Ils soutenaient l'établissement d'une démocratie de type occidental et s'opposaient au modèle communiste du marxisme-léninisme. Le Việt Minh a créé la République démocratique du Vietnam en 1945 tandis qu'en 1949 les anticommunistes ont décidé de coopérer avec la France pour établir l'État du Vietnam, prédécesseur de la République du Vietnam. Ce fut le germe de la guerre du Vietnam,,,.
Dès 1948, le département d'État américain commença à déplorer son « incapacité à offrir la moindre solution praticable au problème de l'Indochine », étant donné « le fait désagréable que le communiste Hô Chi Minh est le personnage le plus fort et peut-être le plus compétent qui soit en Indochine et que toute solution proposée dont il serait exclu ne serait qu'un expédient à l'issue incertaine ».
Après l'occupation par les troupes japonaises durant la Seconde Guerre mondiale jusqu'en août 1945, les guérilleros du Việt Minh, profitant du vide créé par la capitulation du Japon, s'emparèrent de la capitale Hanoï. L'empereur Bảo Đại, replacé sur le trône par les Japonais, abdiqua pour devenir conseiller suprême du premier gouvernement de la nouvelle république démocratique du Vietnam (RDVN), dont l'indépendance fut déclarée à Hanoï le 2 septembre 1945. Pour assurer la mise en œuvre du communisme dans le futur, le Việt Minh a utilisé le couvert du nationalisme et de la démocratie pour attirer les masses et les politiciens qui ne suivaient pas le communisme. Le Việt Minh n'était pas le seul groupe à prendre le pouvoir en 1945 et le Việt Minh prétendait coopérer avec ceux qui ne les suivaient pas, mais des conflits surgissaient encore en raison de la répression du Việt Minh depuis août 1945. En février 1947, des nationalistes vietnamiens formèrent un front politique de coalition en Chine, le front s'opposa au communisme en soutenant le retour au pouvoir de Bao Dai et en soutenant Bao Dai comme leur représentant dans les négociations avec la France pour l'indépendance et l'unification du Vietnam (négociations qui avaient été abandonnées par le Viet Minh),,,,. Les négociations aboutissent à la naissance de l'État du Vietnam, autonome et créé par la réunification du Tonkin, de l'Annam et de la Cochinchine en juin 1949. Avant ça, en 1945, malgré la promesse d'un nouveau statut pour le Vietnam selon la déclaration du 24 mars, la reconquête de l'Indochine par la France puis l'échec des gouvernements vietnamien et français à s'accorder sur un modus vivendi conduisirent en décembre 1946 à la première guerre d'Indochine. Il convient de noter que le retour de la France en Indochine est dû à une reconnaissance par les Alliés. La guerre néocoloniale française prit des allures de guerre civile en raison de ses tendances décolonisatrices et s'inscrivit également dans la Guerre froide lorsque le président américain Truman lança une campagne mondiale pour contenir le communisme au début de 1947. Après que la Chine et l'Union soviétique (deux états communistes) furent les deux premiers pays à reconnaître le Viêt-Minh en janvier 1950, les États-Unis reconnurent l'État du Vietnam le mois suivant. Les États-Unis soutinrent la France contre le communisme, mais s'opposèrent également à ses tentatives de maintenir le contrôle de l'Indochine. Depuis 1950, la France était soutenue par les États-Unis et le Việt Minh par la Chine, le soutien chinois a été le tournant de la guerre. Le conflit décisif eut lieu au printemps 1954 avec la bataille de Diên Biên Phu. Après un siège de 55 jours, les Français capitulèrent le 7 mai 1954. L'aide de la Chine était importante pour le Việt Minh et a transformé la situation en faveur du Việt Minh. La victoire du Việt Minh sur la France et l'État du Vietnam est due à l'intervention de la Chine,. 
Entre-temps, lors d'une réunion des quatre « Grands » à Berlin en février 1954, il avait été décidé d'organiser une conférence à Genève à partir du 26 avril, où l'on traiterait de la guerre de Corée et de la guerre d'Indochine.
Les délégués de la RDVN et de l'État du Vietnam y rencontrèrent les délégations de la France, du Royaume-Uni, de l'Union soviétique, des États-Unis, de la république populaire de Chine et des deux États voisins, le royaume du Laos et le royaume du Cambodge, afin de discuter du futur de toutes les anciennes possessions françaises en Indochine.
La conférence de Genève prit fin le 21 juillet 1954, par un accord signé entre Pierre Mendès France et Phạm Văn Đồng, respectivement au nom de la France et du Việt Minh. Cet accord d'armistice, combiné à la déclaration finale de la Conférence de Genève qui le complétait, ne portait pas la signature des États-Unis et de l'État du Vietnam (le prédécesseur de la République du Vietnam).
La Chine a joué un rôle important dans la victoire du Viet Minh. Cependant, elle a refusé de soutenir le Viet Minh dans sa victoire totale et a également fait pression sur lui pour qu'il accepte la solution de la division du Vietnam au niveau du 17e parallèle,. L'indépendance du Laos, du Cambodge et du Vietnam était reconnue à nouveau. Ce dernier étant partagé en deux zones de regroupement militaire des forces armées françaises et vietnamiennes de part et d'autre du 17e parallèle. La réunification du pays pourrait intervenir après des élections générales qui devaient être organisées dans un délai de deux ans (1956), et la constitution d'un gouvernement. A noter que l'État du Vietnam a été créé en tant qu'État indépendant au sein de l'Union française et que son indépendance a été achevée le 4 juin 1954 avant la signature des accords de Genève et la prise de contrôle du Nord par les communistes, la république du Vietnam avait donc le droit de refuser les élections générales en juillet 1956 comme stipulé dans les accords de Genève,.
Avec la défaite de la France, les États-Unis ont progressivement remplacé l'influence française pour soutenir directement l'État du Vietnam, puis la République du Vietnam. Cela a conduit le Sud-Vietnam à quitter l'Union française en décembre 1955 et au retrait des troupes françaises du Sud l'année suivante. Dès 1960, un nouveau mouvement se développait : le Front national de libération du Sud Vietnam (Việt Cộng) comptant un certain nombre d'anciens cadres Việt Minh. Celui-ci s'opposa au régime de la république du Vietnam et affronta les États-Unis lors de l'intervention américaine.

## Contexte médiatique de l'entrée en guerre des États-Unis

### Aux États-Unis

#### Contexte de l'influence de l'opinion publique
Dès le 25 mars 1954, certains haut placés de l’armée américaine voyaient la possibilité d’intervenir dans l’actuel Vietnam, en utilisant des bombardiers, afin de venir en aide aux Français pris dans la bataille de Diên Biên Phu. Cependant, plusieurs politiciens, comme le président Dwight D. Eisenhower, rejetèrent cette idée, car l’opinion publique était réfractaire à une autre intervention armée en Asie, à la suite de la récente guerre de Corée. Tout de même, afin d'observer les réactions des pays étrangers, du Congrès, de la population et des médias à une possible intervention en Indochine, le vice-président Nixon a annoncé publiquement que les États-Unis pourraient intervenir dans la région.
La bataille de Diên Biên Phu s’est soldée par une fin désastreuse du côté français, avec de grandes répercussions médiatiques négatives en France et dans le monde. Cette situation très peu reluisante pour l’Hexagone a rebuté son allié, les États-Unis, à entreprendre une intervention militaire au Vietnam, la population américaine étant déjà réfractaire à ce type d’action en Asie,.
Toutefois, de hauts responsables américains voulaient se préparer à la guerre. Durant les accords de Genève, qui sépara le Vietnam en deux, le secrétaire d’État des États-Unis, John Foster Dulles, voulut préparer psychologiquement les Américains à intervenir au Vietnam d’ici deux ans.
Ainsi, plutôt qu’une intervention directe, qui aurait été politiquement problématique, les États-Unis d'Eisenhower ont plutôt opté pour un soutien financier et matériel au Vietnam du Sud. Il y aura eu au maximum 800 conseillers militaires sous sa présidence.

#### Avant l'intervention massive américaine, les présidents Eisenhower à Johnson et l'opinion publique
Bien qu'Eisenhower ait été opposé à une intervention américaine directe au Vietnam et ait cru que le Laos était dans une situation plus sensible face au communisme, le président a tout de même commencé à préparer et à justifier à la population américaine qu’une intervention en Asie du Sud-Est serait possible et souhaitable dans un avenir plus ou moins lointain. En 1954, il a été le premier à faire référence publiquement à la théorie des dominos. À cette époque, cette théorie était mise à l’avant-plan afin de demander le soutien de la France et du Royaume-Uni afin de prévenir le développement du communisme en Asie du Sud-Est. Cette théorie sera, par la suite, utilisée par toutes les administrations américaines afin de justifier les interventions armées au Vietnam. Selon cette idée politique, si l'Indochine tombait sous le joug communiste, il se créerait une réaction en chaîne où les pays de la région deviendraient, eux aussi, communistes. Cette théorie aura du succès et sera mise en avant pendant une longue période, car permettant d’expliquer simplement une situation complexe, de justifier une quelconque intervention en Asie du Sud-Est et d’accroître, pour la population américaine, un sentiment de peur sur le développement du communisme. Il était en fait plus simple et judicieux de persuader l’opinion publique qu’il fallait défendre la Nation américaine plutôt que de justifier une intervention dans une autre guerre civile.
Sous la présidence de John Fitzgerald Kennedy, les effectifs sont passés de 800 conseillers militaires à environ 13 000. Afin de soigner son image auprès de la population, des médias et de l’opposition républicaine, le président fait augmenter l’effort de guerre au Vietnam. Dès le début de son mandat, Kennedy a entrepris un discours public particulièrement hostile vis-à-vis du communisme, en comparaison avec son prédécesseur. Par exemple, lors de son discours d'investiture, il se fait grand défenseur de la liberté et menace les pays empêchant cette liberté dans le monde. Jusqu’à la fin de sa présidence, Kennedy sera tiraillé entre le retrait et l’accroissement de l’intervention américaine au Vietnam.
Lors des débuts de la présidence de Lyndon B. Johnson, il n’y a pas eu de différences notables dans les politiques concernant le Vietnam. Le sentiment fort des Américains contre le communisme empêche Johnson de diminuer la participation des États-Unis dans le conflit. La peur d'une mauvaise image aux yeux de la population a donc contribué au statu quo. Au fur et à mesure, la situation s'enlise, notamment parce que le président Johnson n’a jamais voulu paraître comme le premier président des États-Unis à perdre une guerre.

#### Médias d'informations et de divertissement
Durant l'ère Eisenhower se développa un « complexe militaro-industriel » : des films à gros budgets se firent avec l'aide de l'armée. La mise en œuvre de ce financement eut une incidence particulière sur la diffusion de films de guerre dans les années 1960 et 70.
Pourtant, durant la guerre du Vietnam, particulièrement la première moitié des années 1960, il y eut peu de films de guerre concernant la guerre du Vietnam. La plupart de ces films concernaient la Seconde Guerre mondiale, qui était considérée par la société américaine comme la « guerre juste ». Il y eut d'autres raisons qui expliquent le peu de productions de films concernant la guerre du Vietnam au moment même où celle-ci se déroule. Les studios de cinéma avaient comme principal but de faire le maximum de profits et donc, d'inciter le plus de gens possible à aller voir leurs films. La guerre du Vietnam ayant toujours été controversée, les studios ne voulaient pas créer un débat idéologique dont le risque était de s'aliéner une partie du public et par conséquent, de perdre de l'argent. Cependant, les films des années 1960 restent tout de même très « propagandistes » en « voulant créer un sentiment de peur » chez l'auditoire concernant les communistes ou tout autre ennemi des États-Unis.
De plus, au début des années 1960, pour le président Kennedy et l’espace public américain, la guerre du Vietnam n’était pas une priorité. C'était encore un événement de faible ampleur par rapport à d'autres enjeux tels que les droits des Noirs aux États-Unis.
La guerre du Vietnam a la particularité d'être la première guerre diffusée massivement à la télévision. Cet outil, très démocratisé à son époque, influençait grandement les perceptions et avait une grande force de persuasion sur la population. Au début des années 1960, alors que la guerre du Vietnam en était encore à ses débuts, la télévision américaine montrait peu de détails concernant la guerre. Elle ne dévoilait que des images sélectives et ne permettait pas à l’auditoire de comprendre réellement la complexité de la situation. Il fallut attendre la fin de la guerre pour que la télévision américaine commence à donner plus de liberté aux journalistes afin qu'ils ne diffusent pas seulement des messages et images positives de la guerre, selon le bon vouloir de la Maison-Blanche.

## Escalade des tensions

### 1955: intervention des États-Unis dans le conflit vietnamien au Sud

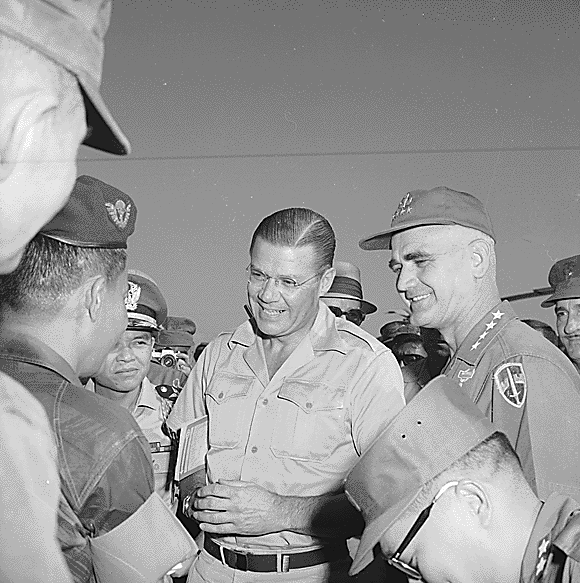
Le secrétaire à la Défense Robert McNamara et le général Westmoreland s'entretiennent en août 1965 du déroulement des opérations avec un officier de terrain, le général Tee responsable de la province de Đà Nẵng.

Durant la période 1953-1956, les communistes ont mené une réforme agraire et appliqué le totalitarisme dans tout le Nord, et un grand nombre de personnes opposées au communisme ont migré vers le Sud dans le cadre des accords de Genève (Opération Passage to Freedom). Cela a conduit à la disparition de la dissidence contre le communisme dans le Nord. Au Sud (l'État du Vietnam), sous la pression américaine, la France nomma Ngô Đình Diệm comme chef de gouvernement en juillet 1954 (sous la présidence de l'empereur Bảo Đại). Mais, le premier ministre Ngô Đình Diệm et ses alliés américains ignorèrent les accords de Genève de 1954 qui, après la guerre française en Indochine, imposaient pour juillet 1956 des élections libres dans l'ensemble de la péninsule vietnamienne (qui ne devait être que temporairement divisée en deux), car ils craignaient une victoire des communistes, le nord étant plus peuplé et ne garantissant pas selon eux des élections justes. La position sud-vietnamienne fut soutenue par la Commission Internationale de Contrôle (CIC), qui constata que les deux Vietnams n'avaient pas respecté les accords de Genève (que le Sud n'avait pas signés) et qu'ils n'avaient pas assuré la tenue d'élections libres. En plus du fait que le Sud n’a pas signé et que le Nord n’a pas garanti d’élections libres, le Việt Minh communiste a laissé environ 5 000 à 10 000 cadres dans le sud comme base d'insurrection, ce qui violait les accords de Genève,. De fait, dès juillet 1955, Ngô Đình Diệm déclara que son pays ne se considérait lié en aucune façon par les accords de Genève dont il n'avait pas été signataire. Les États-Unis signalèrent également ne pas avoir été signataire des accords, ne reconnaissant pas par ailleurs la RDVN. Après des élections largement truquées, Ngô Đình Diệm devint président du Sud Vietnam (la république du Vietnam (RVN)) le 26 octobre 1955, et fut salué par le gouvernement américain comme un nouveau héros du monde libre avec un régime nationaliste et anticommuniste. Sa victoire fut vécue comme une défaite par l'ancien pouvoir colonial français qui considérait cette élection comme non démocratique et dans laquelle il voyait un complot des États-Unis pour rendre impossible la réunification du Vietnam, ce qui n'empêcha pas la France de reconnaître le régime sud-vietnamien peu après. Eisenhower admit plus tard que si des élections avaient eu lieu, 80 % des Vietnamiens auraient voté pour Hô Chi Minh et sa nouvelle société socialiste.
Durant cette même année, les États-Unis mirent en place une mission militaire à Saïgon, chargée d'assumer complètement l'organisation et l'entraînement de l'armée de la RVN.
Dès la fin de 1955, face à un pouvoir de plus en plus despotique, d'anciens éléments du Việt Minh reprirent le maquis dans le sud et des troubles armés se déclenchèrent au centre Vietnam dans la province de Quang Ngai en 1957. En effet, d'après John Paul Vann, administrateur de la pacification américaine et spécialiste reconnu du Vietnam, « il n'existe à l'heure actuelle aucune base politique populaire pour le gouvernement du Sud-Vietnam. […] Le gouvernement actuel est exclusivement orienté vers l'exploitation du monde rural et des classes les plus basses des populations urbaines. Il s'agit en fait d'une continuation du système français de gouvernement colonial avec une bourgeoisie vietnamienne en lieu et place des Français. […] Le mécontentement des populations rurales […] s'exprime largement dans le ralliement au FNL ».
Début 1958, des formations de maquisards s'emparèrent d'un millier d'armes dans la région de Tay Ninh, ce qui permit d'équiper les premières unités. Ces actions étaient appuyées par la RDVN qui infiltrait au Sud des cadres communistes et livrait du matériel par la piste Hô Chi Minh.
En 1959, 15 nouvelles missions militaires furent mises en place et dans le même temps, on construisit 46 bases aériennes et 11 bases navales. Alors que l'opposition au régime grandissait, une première tentative de coup d'État menée par l'armée échoua en décembre 1959. David Otham, correspondant au Vietnam pour le London Times et The Economist, écrivit en 1959 que le régime de Diệm, « a écrasé toute forme d'opposition, fût-elle anticommuniste. S'il a été capable de le faire, c'est simplement et uniquement à cause de l'aide massive en dollars qu'il recevait d'outre Pacifique, ce qui a maintenu au pouvoir un homme qui, en vertu de toutes les lois qui régissent les affaires humaines et politiques, serait tombé depuis très longtemps. Les principaux supporteurs de Diệm se trouvent en Amérique du nord, non au Vietnam libre ». Pour le général américain Maxwell Davenport Taylor, il était en effet nécessaire « d'établir un gouvernement donnant raisonnablement satisfaction », quitte à le remplacer par une « dictature militaire ».
En 1960, le nombre des bases américaines s'élevait à 57 et plus de 2 000 opérations de « ratissage » étaient effectuées par les troupes de Diệm conduites par des officiers américains.
En réaction, des attentats - ou menaces d'attentats - s'ensuivirent contre les intérêts américains au Sud-Vietnam : juin 1955, octobre 1957, juin 1958, juillet 1959, novembre 1960. Le 20 décembre 1960, était créé au Sud, le Front national de libération du Sud Vietnam (FNL). « Le gouvernement Eisenhower quitta le pouvoir sans avoir apparemment jamais compris jusqu'à quel point l'Amérique s'était liée à la survie du Sud-Vietnam ».
Le 20 janvier 1961, Kennedy, juste investi président des États-Unis, confirma l'interventionnisme américain en portant à 15 000 hommes l'effectif des conseillers militaires. Il s'agissait d'un terme diplomatique pour désigner des soldats qui encadraient l'armée de Diệm. Cette armée passait dans le même temps de 170 000 à 270 000 hommes. Deux escadrilles de B-26 et deux compagnies d'hélicoptères furent envoyées au Sud. En novembre, Kennedy signe le National Security Action Memorandum 115, autorisant l'utilisation de défoliant, ; il autorisait également, selon Richard Reeves et Noam Chomsky, le recours au napalm pour détruire les récoltes et le couvert végétal. Seymour Hersh ajoute qu'il permit d'étendre son emploi à l'encontre de cibles civiles. Il lança également des programmes de transfert de populations dans des « hameaux stratégiques », à savoir selon Chomsky des camps de concentration ou des bidonvilles.
Le 4 janvier 1962 étaient signés entre les États-Unis et le gouvernement de Ngô Đình Diệm, des accords dont les principaux points portaient sur la pacification, la démocratisation et la libéralisation.
En février, un accord fut conclu entre la RDVN et le Pathet Lao au Laos pour maintenir la piste Hô Chi Minh ouverte. Le même mois fut également créé un commandement militaire américain à Saïgon : le Military Assistance Command, Viêt Nam (MACV) sous les ordres du général Paul Harkins. Malgré cette escalade militaire et son intensité opérationnelle (27 000 ratissages et 60 000 sorties aériennes) en 1962, l'activité du FNL ne faiblit pas.
En janvier 1963, la bataille d'Ấp Bắc, engagement militaire relativement mineur entre le FNL et l'Armée de la RVN (ARVN), voyait les premières pertes américaines parmi les conseillers qui encadraient l'ARVN. En juin 1963, un moine bouddhiste s'immola par le feu sur une place de Saïgon, d'autres moines suivirent son exemple pour faire connaître leur opposition au régime de Diem. La répression de la police se solda par trente moines blessés, l'arrestation de mille quatre cents personnes, des pagodes et des temples détruits, la police tira sur la foule alors que dix mille personnes manifestaient à Hué contre le régime de Diem. En novembre, on comptait 16 000 conseillers militaires. Le 1er novembre, Ngô Đình Diệm, dictateur impopulaire, subit un coup d'État militaire autorisé par les Américains. Il fut tué le 2 novembre avec son frère Ngô Ðình Nhu et une junte militaire fut mise en place, avec à sa tête le général Dương Văn Minh.

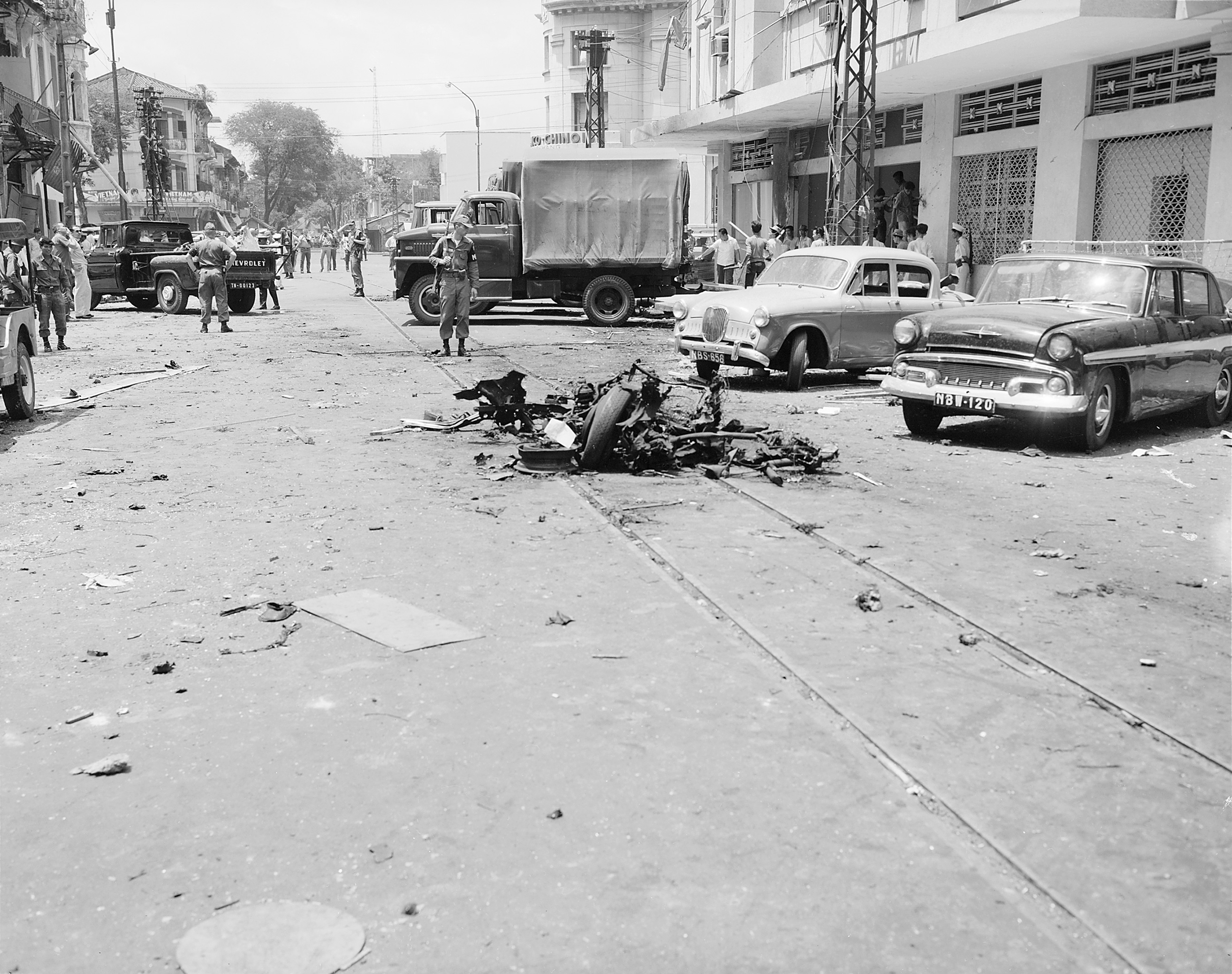
Attentat du FNL à Saïgon en 1965.

Le président Kennedy, désirant inaugurer la détente avec Moscou, ordonna le retrait de 1 000 conseillers américains avant Noël 1963, mais il n'y eut jamais de volonté de retirer tous les soldats américains du Vietnam. L'historien John Prados souligne que Kennedy avait affirmé, dans deux émissions télévisées de septembre 1963, une sur CBS, l'autre sur NBC, que ce serait une erreur de partir du Vietnam. De même c'est bien sous la présidence de Kennedy que les forces américaines au Sud Vietnam sont passées de 1 200 soldats, au début de 1962, à 15 400, au milieu de l'année 1963. Tous les plans de retrait des troupes du Sud Vietnam étaient sous-tendus par la fin de la guérilla menée par le Front national de libération du Sud Vietnam.

### 1964: les États-Unis s'engagent dans la guerre au Nord
Le nouveau président américain, Lyndon B. Johnson, annula le retrait partiel des troupes, augmenta le contingent et demanda l'aide de plusieurs alliés des États-Unis, notamment la Corée du Sud et l'Australie. Cette implication croissante était motivée par la peur des menaces de l’élargissement du communisme.
Le 30 janvier 1964, un nouveau coup d'État eut lieu au sud. Minh restait le chef officiel, mais le pouvoir réel passa aux mains du général Nguyên Khanh. Durant le reste de l'année 1964, cinq autres coups d'État, ou tentatives, se déroulèrent au Sud, et sept gouvernements s'y succédèrent.
En mai commencèrent les raids américains sur le Laos pour tenter de couper la piste Hô Chi Minh. À la suite des incidents du golfe du Tonkin, les 2 et 3 août, le Congrès des États-Unis approuva la résolution du golfe du Tonkin le 7 août 1964, qui offrait au président Lyndon B. Johnson la possibilité de « prendre toutes mesures nécessaires pour faire échec au communisme ».
En représailles, le président Johnson fit bombarder les installations côtières du Nord. Le 31 octobre, au moment où les Américains se rendaient aux urnes pour l'élection présidentielle, quatre Américains furent tués à Biên Hòa, près de Saïgon.
Le 24 décembre, une bombe explosa à l'hôtel Brink de Saïgon, où étaient hébergés des officiers américains célibataires. Deux personnes furent tuées et plus d'une centaine blessées.
En parallèle, les États-Unis intervinrent dans la guerre civile laotienne.

### 1965: les États-Unis s'engagent dans la guerre terrestre au Sud

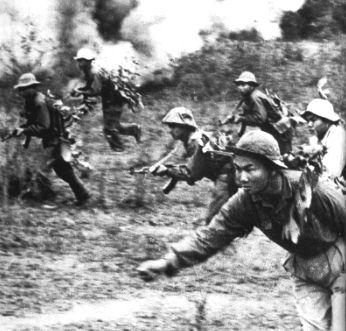
Militaires nord-vietnamiens en 1967.

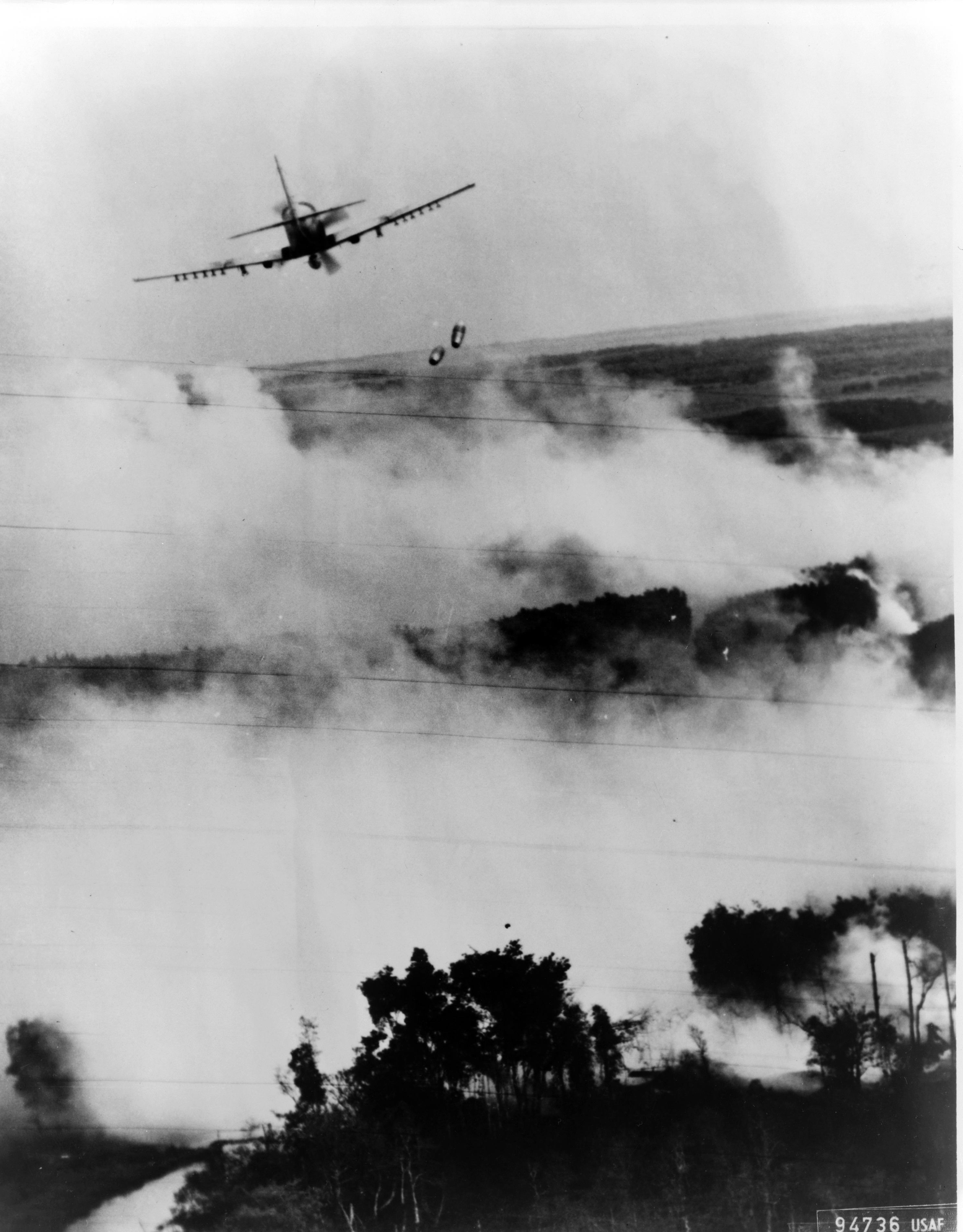
Bombardement aérien par un avion sud-vietnamien en 1967.

Le 7 février 1965, 300 insurgés du Front national de libération du Sud Vietnam attaquèrent le camp Holloway, à Pleiku, tuant huit Américains.
Le 10 février, le FNL attaqua Quy Nhơn et provoqua la mort de 21 Américains. Deux bataillons de missiles sol-air Hawk furent installés sur la base de Da Nang très proche de la frontière de la RDVN.
Lyndon B. Johnson franchit une nouvelle étape le 13 du même mois en ordonnant des raids aériens plus étendus sur le Nord (opération Rolling Thunder). En raison de mauvaises conditions météorologiques, les raids aériens ne commencèrent que le 2 mars. Cette opération dura 38 mois et déversa un demi-million de tonnes de bombes.
Le 7 mars, Johnson ordonna le déploiement terrestre d'une brigade de 3 500 Marines en vue de protéger la base de Da Nang ; celle-ci débarqua le lendemain. Le 9 mars, Johnson autorisa l'usage du napalm.
En avril 1965, la RDVN décréta la mobilisation générale et décida de faire intervenir des unités régulières de l'armée populaire vietnamienne au Sud.
Simultanément, le Pentagone et le président Johnson prirent la décision d'engager les États-Unis dans la bataille terrestre au Sud avec pour ordre une mission offensive de « recherche et destruction » (search and destroy) afin d'écraser la rébellion. De vastes régions du Sud-Vietnam furent déclarées Free fire zone, c'est-à-dire que tous ceux qui y demeuraient étaient considérés comme des ennemis. Les bombardements étaient permanents. Les villages soupçonnés d'accueillir des insurgés du FNL étaient la cible de l'opération « recherche et destruction ». Selon Howard Zinn, tout homme en âge de porter une arme était tué.
En juin, le général Nguyễn Văn Thiệu fut nommé chef de l'État par un comité militaire avec le général Nguyễn Cao Kỳ comme Premier ministre.
En juillet, le président Johnson annonça que les forces américaines seraient portées à 125 000 hommes.
En octobre, se déroula le premier combat terrestre entre Américains et soldats réguliers du Nord à Pleime sur les plateaux du Centre-Annam, culminant au cours de la bataille de la vallée de la Drang.
En décembre 1965, les effectifs américains étaient de 185 000 hommes.

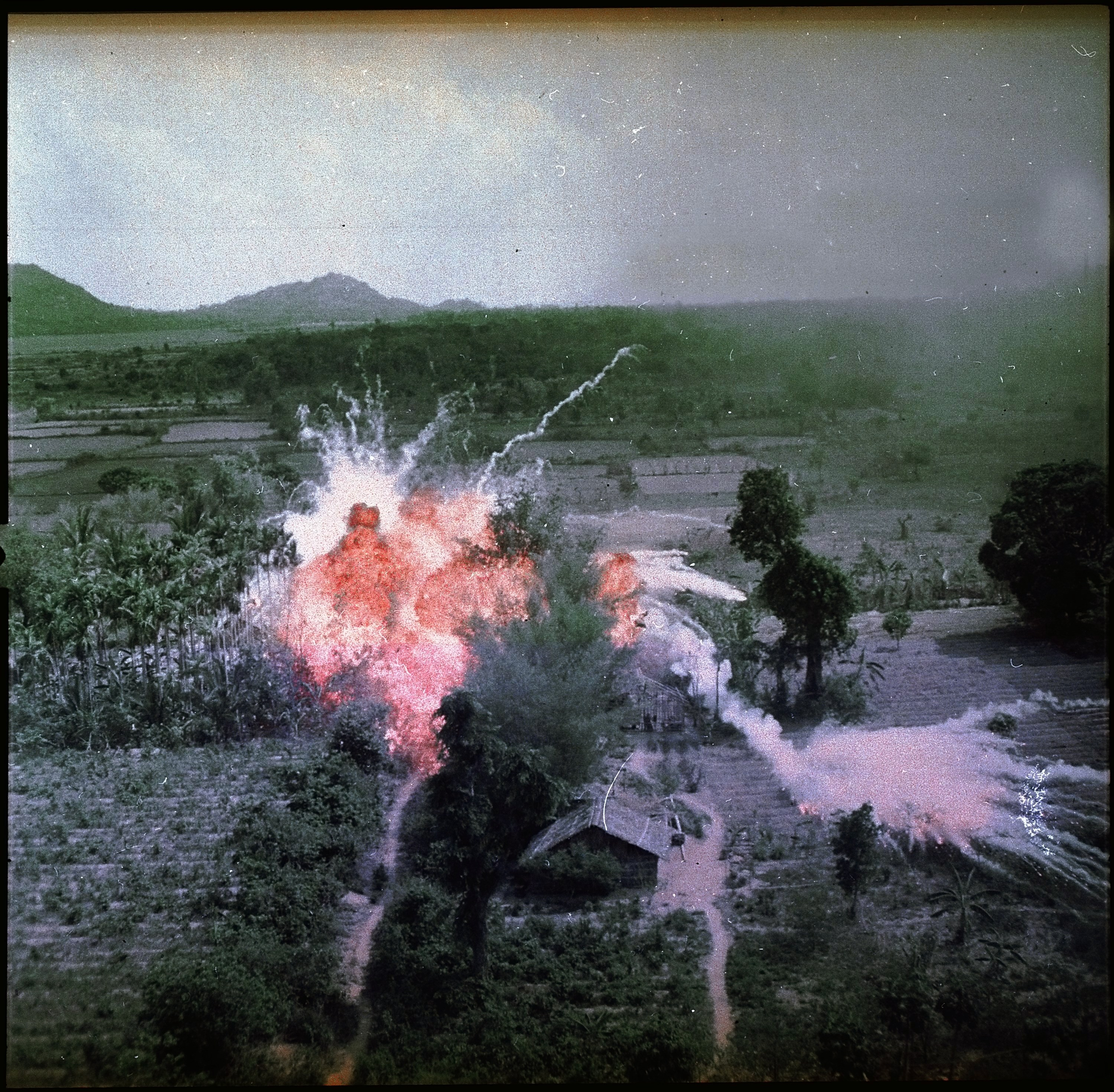
Bombardement au napalm sur le territoire de la RDVN en 1965.

En mai 1966, une rébellion militaire pro-bouddhiste éclata à Da Nang. En décembre, les effectifs américains s'élevaient à 390 000 hommes. S'y ajoutaient 8 000 Sud-Coréens et 4 000 Australiens.
Pendant toute l'année 1966, les bombardements se poursuivirent sur le Vietnam du Nord.

En janvier 1967, eurent lieu les premiers engagements américains dans le « Triangle de Fer », au nord-ouest de Saïgon, où étaient infiltrés de nombreux éléments du FNL, dans les tunnels de Củ Chi notamment. 
Pendant toute l'année 1967, les bombardements se poursuivirent sur le Vietnam du Nord.
Les effectifs américains stationnés au Sud atteignirent 510 000 hommes, auxquels s'ajoutaient 40 000 hommes de l'USAF basés en Thaïlande et 30 000 autres appartenant aux formations de la 7e Flotte américaine.
L'Armée de la république du Vietnam (ARVN) était composée de 700 000 hommes.
Enfin, s'ajoutaient 48 000 Sud-Coréens, 10 000 Thaïlandais et 4 000 Australiens payés sur le budget américain.
Si un grand contingent américain est déployé dans ce pays, seulement 10 à 25 % des troupes engagées ont réellement combattu. Au plus fort de la guerre, au début de 1968, 40 000 des 525 000 soldats présents au Sud-Vietnam sont des fantassins, soit 7,6 %. En 1972, la proportion tombe à 2 400 combattants réels sur 49 000 (4,8 %).

En janvier 1968, commença l'offensive du Tết. 
Cette année-là, les pertes des soldats américains, telles que rapportées chaque jeudi par les télévisions américaines aux informations du soir, étaient supérieures à 100 par semaine.
Le 7 juillet, les forces américaines évacuèrent la base de Khe Sanh, après l'avoir pourtant renforcée et défendue bec et ongles de janvier à avril contre un véritable siège par trois divisions de l'armée nord-vietnamienne. Ce siège se révéla être, par la suite, une manœuvre de diversion des Nord-Vietnamiens destinée à attirer le plus de forces américaines possible dans cette région montagneuse éloignée des centres de population côtiers, avant de déclencher l'offensive du Têt sur les principaux centres urbains du Sud-Vietnam.

### Offensive du Tết (nouvel an asiatique) de 1968 et désillusion de la population américaine

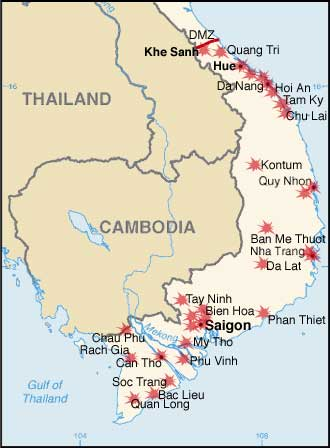
L'offensive du Tết met fin aux illusions de la sanctuarisation du territoire en RVN.

La foi du public américain en la « lumière au bout du tunnel » fut balayée le 30 janvier 1968 quand l'ennemi, supposé être sur le point de s'effondrer, lança l'offensive du Tết. Võ Nguyên Giáp, conduisant les opérations, mobilisa la quasi-totalité de ses effectifs dans la bataille. Du point de vue militaire, cette offensive, la première guerre ouverte à grande échelle des communistes, fut un échec. Face à la puissance de feu américaine, ils furent massacrés, et il leur fallut deux ans pour reconstituer leurs forces. Les effectifs du FNL ne retrouvèrent leur niveau d'avant l'offensive que dans le courant de l'année 1970 grâce au renfort d'unités régulières du Nord et il ne joua plus de rôle déterminant dans le conflit.
Du point de vue politique, ce fut une victoire : les faubourgs de Saïgon et la citadelle de Hué furent occupés pendant plus d'un mois. À Hué, le FNL massacre environ 3 000 intellectuels, commerçants et personnes liées au régime sud-vietnamien. Si, au Vietnam, le soulèvement populaire fut en deçà des effets escomptés, le résultat psychologique fut rude pour l'administration de la RVN et le prestige américain. Aux États-Unis, on prit soudain conscience de la force des communistes du Sud. Une grande majorité d'Américains eut le sentiment d'avoir été trompée et la victoire semblait désormais impossible. Le 29 février 1968 le secrétaire à la Défense, Robert Macnamara, démissionna.
En Amérique du Nord, le faible mouvement d'opposition à la guerre qui avait commencé dans certaines parties des États-Unis, s'intensifia dès 1964, spécialement sur quelques campus universitaires où se développa l'activisme des étudiants de gauche. La Seconde Guerre mondiale s'était terminée en 1945, et la guerre de Corée en 1953. Ainsi la plupart des baby boomers, sinon tous, n’avaient jamais été exposés à la guerre. De plus, la guerre du Vietnam reçut une couverture médiatique d'une intensité sans précédent — elle fut appelée la première guerre télévisée — ainsi qu'une opposition aussi bruyante de la part de la Nouvelle gauche (voir aussi Nguyễn Ngọc Loan).
Certains Américains s’opposèrent à la guerre sur des bases morales, la voyant comme une guerre destructrice attentant à l'indépendance du Vietnam, ou comme une intervention dans une guerre civile étrangère ; d'autres s'y opposèrent en raison de l'absence d'objectifs clairs, et parce qu'elle apparaissait alors comme vouée à l'échec. Certains activistes étaient eux-mêmes des vétérans du Vietnam, comme en témoigne l'Organisation des vétérans du Vietnam contre la guerre.
L'offensive du Tết releva en partie de la guerre psychologique. Son but n’était pas seulement la conquête territoriale, mais l'amplification de l’opposition à la guerre aux États-Unis mêmes. Concrètement aussi, le président Johnson dut s'engager le 31 mars à un arrêt progressif des bombardements sur la RDV. Fin février 1968, Jacques Amalric, correspondant du Monde aux États-Unis, faisait état des premiers doutes apparus dans le pays sur la légitimité du tout premier bombardement aérien d'août 1964 consécutif aux incidents du golfe du Tonkin.

### Interventions chinoise et soviétique
La RDVN réussit pendant la guerre à garder une certaine neutralité dans le conflit sino-soviétique, de manière à recevoir des armes et des munitions d'URSS et des pays du pacte de Varsovie, comme de Chine, l'armement soviétique transitait parfois par le territoire chinois. Le porte-parole du ministère de la république populaire de Chine des Affaires étrangères confirma en 1996 que, sur demande du gouvernement nord-vietnamien, la Chine avait envoyé entre août 1965 et août 1973 environ 320 000 soldats de l'Armée populaire de libération pour aider la RDVN dans les tâches de défense aérienne, de génie militaire et de logistique. Il confirma également que plus de 1 400 soldats chinois avaient été tués et 4 200 grièvement blessés.
Les premières unités chinoises présentes sur le sol vietnamien étaient composées de deux divisions d’artillerie antiaérienne et d'un régiment indépendant, les rotations des troupes s'ensuivirent et elles étaient assignées à la défense des secteurs stratégiques. La marine chinoise était également présente : les dragueurs de mines nettoyèrent une surface de 201 km2.
En outre, la Chine fournit 20 milliards USD d'aide militaire et financière au gouvernement de la RDVN.
Le 25 novembre 1965, un traité secret sino-cambodgien fut signé : la Chine populaire faisait transiter par le Cambodge les armes pour le FNL.
Début octobre 1966, l'URSS annonça une augmentation substantielle de son aide à la RDVN dans la formation du personnel et l'équipement militaire soviétique. Selon des dossiers partiellement déclassifiés, 6 359 officiers de l'Armée soviétique, envoyés comme conseillers militaires, prirent part aux opérations de combats, principalement dans la défense antiaérienne. Pourtant l'URSS maintenait une politique de coexistence pacifique avec les États-Unis et l'Europe occidentale, qui facilita une rencontre au sommet Kossyguine - Johnson en juin 1967 à Glassboro. Un traité de démilitarisation de l'espace fut signé dès janvier 1967. L'année suivante, en juillet 1968, un accord sur la non-prolifération des armes nucléaires fut également conclu. L'URSS avait réagi modérément lors du bombardement de février 1965 : une délégation soviétique conduite par Alexis Kossyguine se trouvait à Hanoï au moment de l'attaque : un communiqué commun soviéto-vietnamien de protestation et un engagement de l'URSS d'offrir à la RDV tous les moyens nécessaires pour sa défense s'ensuivirent ; « Moscou se garde de relever le gant ». De son côté, la Maison-Blanche s'abstint d'écouter les conseils des faucons qui à Washington et Saïgon réclamaient un minage du port nord-vietnamien d'Haïphong. L'aide considérable multiforme des pays du Pacte de Varsovie à la RDV n'était pas gratuite. De nombreux prêts lui étaient accordés, mais en 1973 après la signature des accords de Paris, exception faite de la Roumanie, ils annulèrent tous la dette. Du fait peut-être que l'aide venait majoritairement des pays du pacte de Varsovie à l'été 1968, Hanoï, contre l'avis de Pékin, approuva leur intervention militaire en Tchécoslovaquie.

## Enlisement

### Guerre au centre des élections américaines

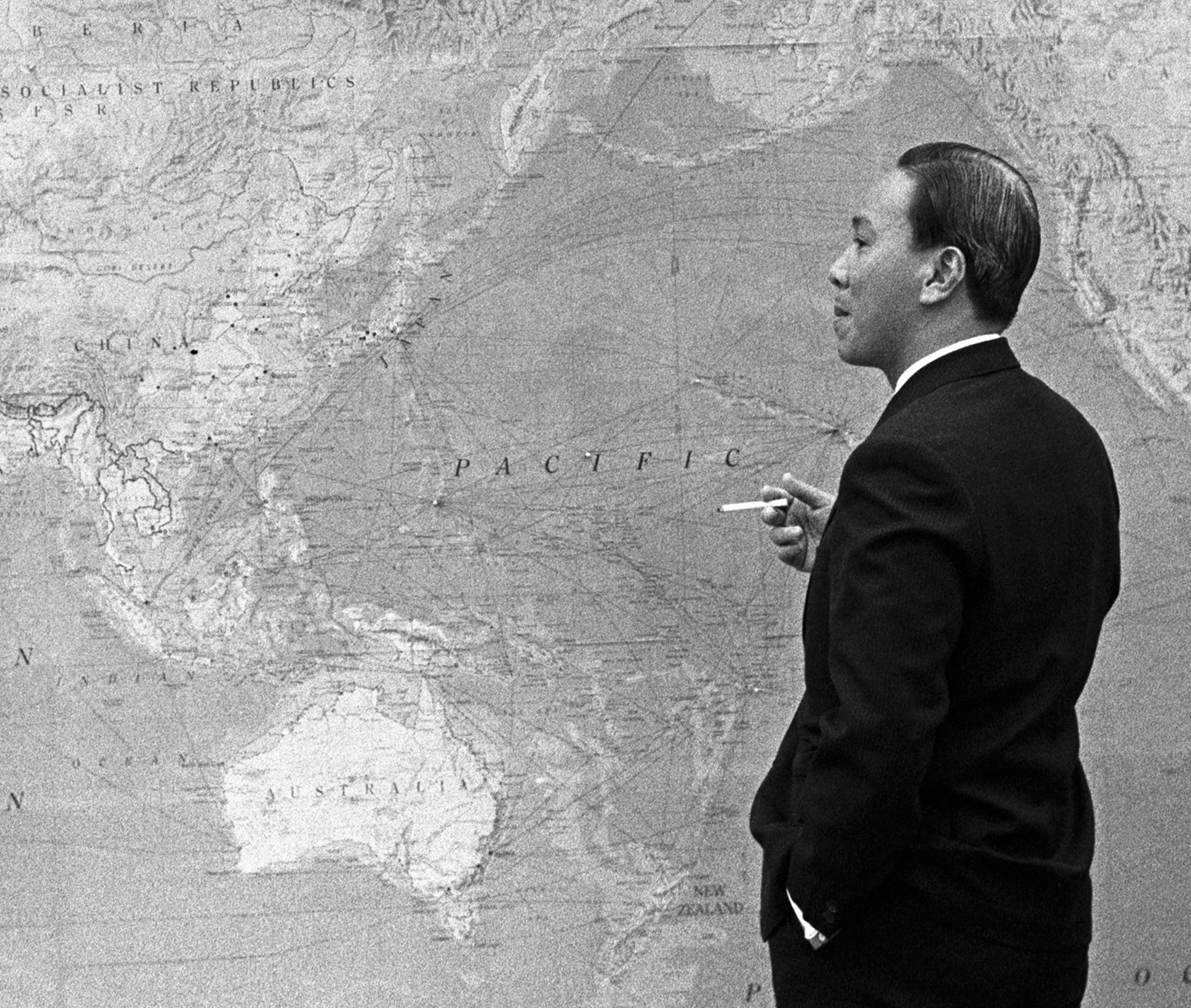
Nguyễn Văn Thiệu, président de la république du Vietnam ; photo prise en 1968 lors d'une réunion avec le président américain Lyndon B. Johnson à Hawaï.

En 1968, le président Johnson débuta sa campagne de réélection. Un membre de son propre parti, Eugene McCarthy, se présenta contre lui pour l'investiture sur une plate-forme antiguerre. McCarthy perdit les premières élections primaires dans le New Hampshire, mais il provoqua la surprise en réalisant un score élevé contre le sortant. Le coup porté à la campagne de Johnson, combiné à d'autres facteurs, le menèrent à annoncer le retrait de sa candidature, lors d'un discours télévisé surprise le 31 mars. Il y annonça conjointement le démarrage des pourparlers à Paris.
Se saisissant de l'opportunité créée par l'abandon de Johnson, Robert Kennedy brigua alors l'investiture sur une plate-forme antiguerre. Le vice-président de Johnson, Hubert Humphrey, se porta également candidat, promettant de continuer d'aider le gouvernement du Vietnam du Sud.
Robert Kennedy fut assassiné durant l'été et McCarthy se montra incapable de contrer le soutien dont Humphrey jouissait dans l'élite du parti. Humphrey remporta l'investiture de son parti et se présenta contre Richard Nixon dans les élections générales. Pendant sa campagne, Nixon assura avoir un plan secret pour terminer la guerre.

### Nixon et son plan de désengagement progressif

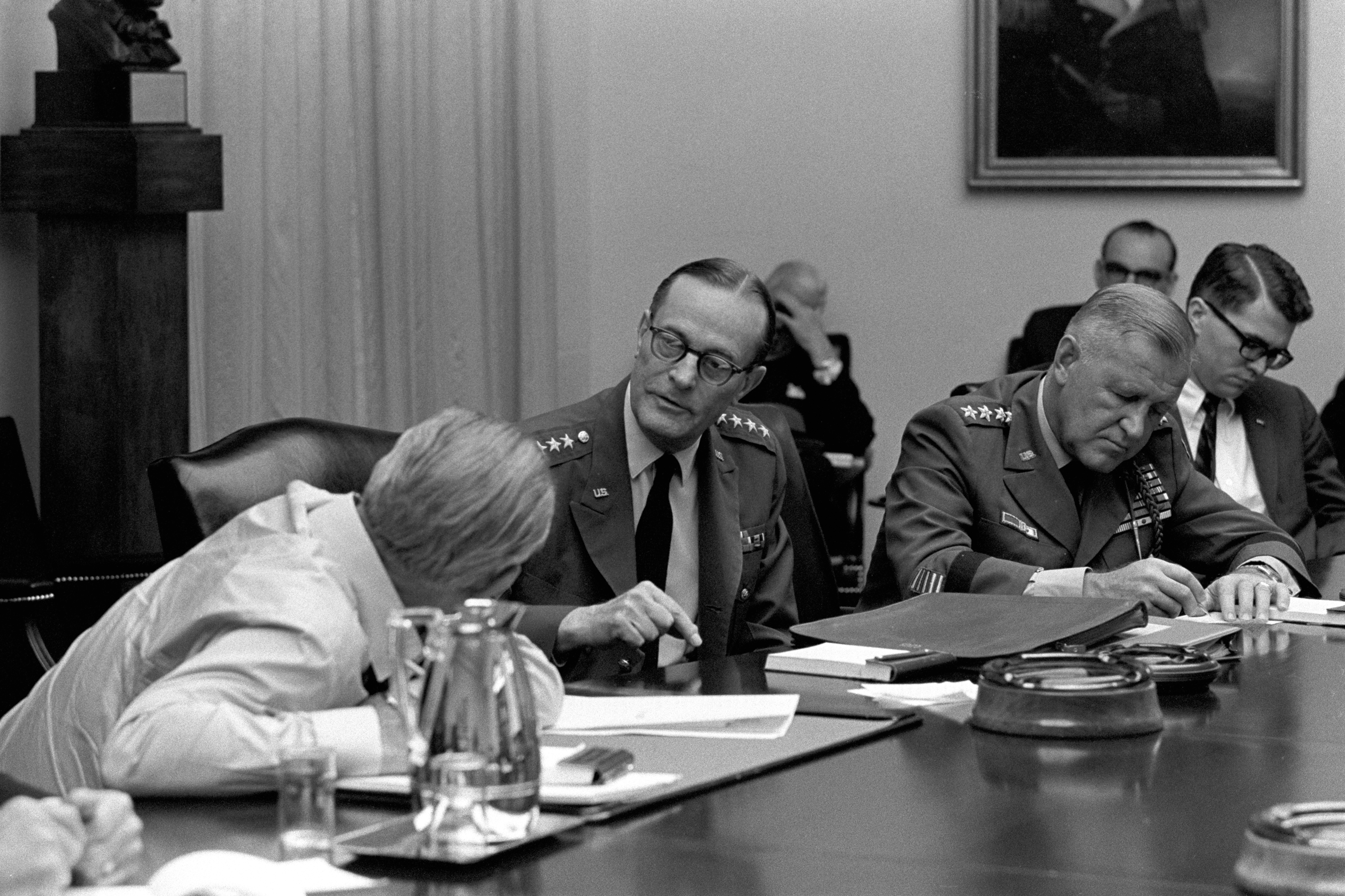
Le président Johnson en entretien le 27 mars 1968 avec les chefs d'état-major Earle Wheeler et Creighton Abrams ; l'année suivante a lieu un changement d'interlocuteur à la Maison-Blanche.

Richard Nixon fut élu président et démarra son mandat en janvier 1969, lançant sa politique de lent désengagement de la guerre. Le but était d'aider la RVN à mettre progressivement en place sa propre armée afin qu'elle puisse se défendre par ses propres moyens. Cette politique devint la clé de voûte de la « doctrine Nixon ».
Appliquée au Vietnam, la doctrine devint la « vietnamisation » déjà effectuée par les Français — qui l'appelaient « le jaunissement de la guerre » — dès 1949 avec la création d'un État vietnamien de Saïgon et son « armée nationale ». Le but de la vietnamisation était de permettre à l'armée de la RVN de tenir de mieux en mieux contre le FNL et l'armée de la RDVN, et surtout de ne plus faire subir autant de pertes à l'armée américaine. Cela devait aussi donner, selon le mot de Henry Kissinger, « l'intervalle nécessaire » au désengagement des troupes américaines. Les soldats de la RVN continuèrent à être formés par les Américains.
Entre 1968 et 1975, 200 000 membres du FNL et soldats de la RDVN avaient fait défection. En 1968, l'armée de la RVN comptait 900 000 hommes.

### LeCambodgedans la guerre

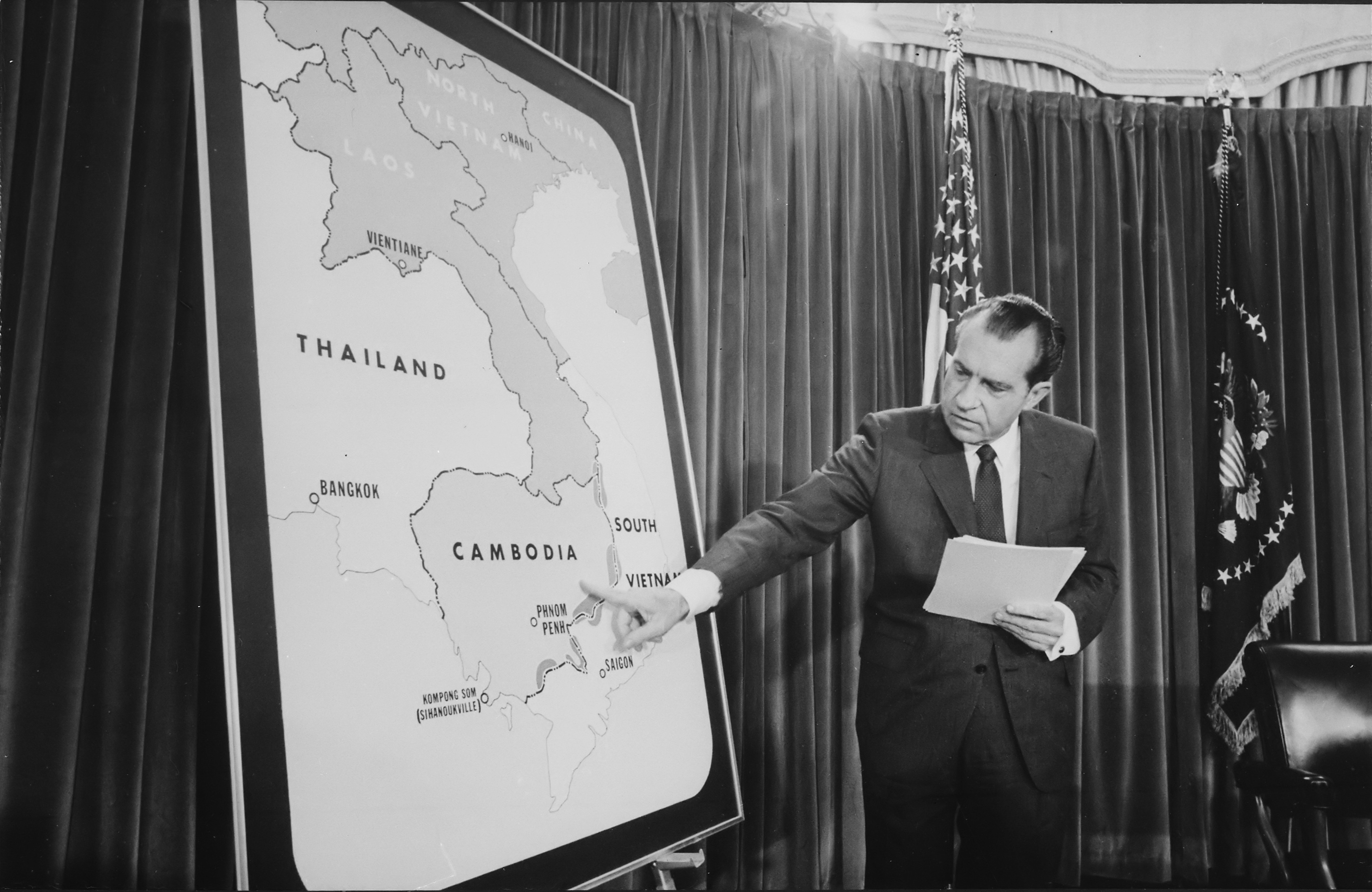
Le président américain Nixon explique lors d'une conférence de presse le 30 avril 1970 l'extension du conflit au Cambodge.

Le FNL utilisait le territoire cambodgien comme base de repli et d'acheminement du matériel par la piste Hô Chi Minh et le port de Kompong Som. Le 18 mars 1970, Lon Nol, premier ministre, et prince Sisowath Sirik Matak, vice-premier ministre, obtint le soutien forcé du parlement pour destituer le prince Norodom Sihanouk, accusé de ne pas lutter contre le FNL vietnamien qui utilisait l'est du Cambodge comme un sanctuaire militaire. À la suite du coup d'État, Sihanouk s'allie aux Khmers rouges, ce qui a massivement contribué à leur recrutement. Le 29 mars 1970, les Nord-Vietnamiens lancent une offensive à la demande des Khmers rouges contre la République khmère, s'emparant rapidement d'une grande partie de l'est et du nord-est du pays, isolant et assiégeant ou envahissant un certain nombre de villes cambodgiennes, notamment Kampong Cham.
Nixon ordonne le 29 avril 1970 une incursion militaire au Cambodge par des troupes américaines et sud-vietnamiennes afin de détruire les refuges du FNL bordant le Vietnam du Sud. Le 30 avril, il s'adresse aux Américains pour justifier l'initiative, destinée essentiellement à protéger le processus de désengagement US. Le nouveau gouvernement cambodgien, présidé par le général Lon Nol, savait très peu de choses de cette intervention surprise, décidée par la Maison-Blanche en avril 1970. Celle-ci provoqua d'importantes manifestations à Washington et à l'université d'État de Kent, qui accrurent l'opposition de l'opinion publique américaine à la guerre. La déclassification de certains documents, en 2009, montra toutefois que Nixon avait mis au courant John C. Stennis, sénateur démocrate qui était secrétaire de la Commission des forces armées du Sénat, de la préparation de l'intervention surprise.
Limitée dans le temps et l'espace — 30 km au-delà de la frontière khméro-vietnamienne —, L'incursion militaire américaine au Cambodge du 29 avril 1970 et l'offensive nord-vietnamien déstabilisent complètement la situation militaire au Cambodge. Averties, les forces communistes s'enfoncent plus profondément dans le territoire cambodgien, au-delà des limites des 30 km, pour éviter le plus gros de la frappe. Elles attendent ensuite le 30 juin pour se redéployer, submergeant les forces de la République khmère, peu équipées, peu entraînées, mal gérées et mal organisées.
En octobre 1970, la monarchie cambodgienne est officiellement abolie et remplacée par le régime pro-américain de la République khmère. Entre 1965 et 1973, les B-52 américains larguèrent 2 756 941 tonnes de bombes, avec une intensification dans les six derniers mois de la période. Le Cambodge fut ainsi le pays le plus bombardé de l'histoire selon l'historien Ben Kiernan. Les bombardements restèrent pourtant secrets. Lorsque le Congrès des États-Unis prit connaissance des destructions causées, il vota l'arrêt total des raids. Selon Kiernan, les intenses bombardements américains sur le Cambodge contribuèrent au recrutement des combattants Khmers rouges parmi les paysans victimes de ces raids.
Les Khmers rouges prirent la capitale du Cambodge le 17 avril 1975 et instaurèrent le régime du Kampuchéa démocratique. L'incident du Mayagüez de mai 1975 au Cambodge est considéré comme la dernière bataille de la guerre du Vietnam et opposa combattants américains et Khmers rouges.

## Retrait américain

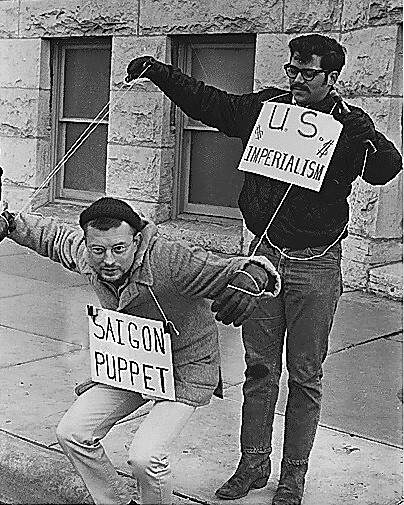
Ces manifestants à Wichita dans le Kansas en 1969 fustigent l'impérialisme américain et son influence sur le gouvernement fantoche de Saïgon représenté par une poupée manipulée.

### Médiatisation du conflit
La guerre du Vietnam est une des premières à être aussi médiatisée. Les images des conflits et des morts s'insèrent dans les foyers. C’est également l’un des conflits les plus sanguinaire après la Seconde Guerre mondiale pour les civils qui sont devenus les cibles majeures des guerres irrégulières. Bien que cette guerre ait été sous-estimée et continue de l’être, l’ampleur de ces pertes n’est un secret pour personne à l’époque. La propagande communiste est, en effet, relayée par les différentes composantes du mouvement antiguerre à l’étranger. Les journalistes dénoncent les nombreuses pertes civiles ainsi que les destructions récurrentes des bâtiments et des hôpitaux vers la fin de la guerre.
Au début de ce conflit, les médias américains subissent la censure de Washington et de l’armée américaine. Cependant, après le massacre de Mỹ Lai, les journalistes prennent conscience de la réalité sur le terrain et changent la tonalité de leurs articles. Plusieurs titres de presse émergent aux États-Unis afin de contester et d’organiser les mouvements contestataires contre ces atrocités. Les premières altercations contre la guerre du Vietnam émanent des milieux universitaires et notamment de l’université du Michigan. Celle-ci fonde en 1964 l'association Students for a Democratic Society. Après avoir dépassé la censure et en montrant la réalité de l’enlisement de la guerre, les médias sont la cause du début du mouvement contestataire contre cette dernière. Après les nombreux massacres, les journalistes jouent un rôle de dénonciateurs au sein de ces mouvements pacifistes aux États-Unis. Ce mouvement subit une double critique concernant le rôle des médias dans la guerre. Dans un premier temps, les médias dominants servent d’instrument de propagande au service du gouvernement américain dépendamment des moments du conflit. Dans un dernier temps, cette critique souligne à l’inverse le rôle secondaire des médias dans l’apparition des nombreuses protestations et la fin de la guerre.
Les effets de la médiatisation de la guerre du Vietnam jouent énormément alors qu'affluent au pays des photos d'envoyés spéciaux que l'administration ne sait comment contrer. L'opinion publique américaine commence à douter majoritairement des options liées à un tel niveau d'engagement, alors que le parti de la génération de la « prise de conscience » (consciousness generation) maintient l'activisme par des sit-ins en faveur du règlement du conflit et du désengagement dans les allées publiques de Washington : la pression est telle que le pouvoir politique doit répondre instamment à la situation d'enlisement.
Jusqu'ici l'opinion avait été affectée par les images de housses mortuaires contenant les corps des jeunes soldats ramenés au pays ; mais des images quotidiennes à la télévision montrant le conflit prouvaient l'enlisement, et des photos choquèrent plus encore ce public malmené sur la longueur.
Lors de la guerre, le rôle des médias était très important. En effet, les autorités américaines refusent d’imposer une censure dès le départ, car les États-Unis n’étaient pas officiellement en guerre. Cependant, lorsque ces derniers sont entrés en guerre en 1955, la position des journalistes s’est nuancée et variait selon les étapes du conflit, les présidents au pouvoir ainsi que les stratégies concernant la diffusion de l’information. Par ailleurs, les journalistes doivent obtenir une autorisation des autorités pour pouvoir publier de l’information. Le nombre de journalistes américains s’accroît au Vietnam à compter du début de 1965. L’absence de restriction officielle leur permet donc de constater et de communiquer l’inexactitude du portrait dressé par le gouvernement américain. Un climat de doute s’installe alors dans le pays quant à la crédibilité des informations de l’Administration Johnson dès cette année. Les États-Unis créent en 1965 un ministère de l’Information indépendant des forces américaines au Vietnam, le Joint United State Public Affairs Office (JUSPAO) et ce jusqu’en 1972. Ce ministère est chargé de fournir les informations officielles à la presse via des conférences de presse quotidiennes qui sont devenues par la suite une des caractéristiques importantes de tout conflit. Depuis la guerre du Vietnam, la majorité de l’information diffusée est issue de ces conférences. Finalement, l’information diffusée dans les médias au début de la guerre doit respecter plusieurs règles fixées par l’armée américaine que ceux-ci acceptent.
La photo de la jeune Phan Thị Kim Phúc, neuf ans, prise sur la route de Trang Bang en 1972, alors que l'enfant fuyait nue une zone bombardée au napalm, rapporta à Nick Ut, de Associated Press, le prix Pulitzer.
Pour Noam Chomsky et Edward Herman, auteurs de La Fabrication du consentement. De la propagande médiatique en démocratie, le traitement médiatique du conflit était biaisé, dans la mesure où le débat ne remettait jamais en cause le bien-fondé d'une intervention militaire à l'étranger, mais se contentait au mieux d'en dénoncer le coût financier et humain.
1972 est de plus une année terrible pour l'exécutif américain, avec le scandale du Watergate et la publication des Pentagon Papers qui éclaboussent la classe politique.
En 2008, dans une émission diffusée sur Arte et intitulée Viêt Nam la trahison des médias, le réalisateur de l’émission Patrick Barbéris analyse les mécanismes qui « ont amené les journalistes américains à devenir un des axes de manipulation majeur de la stratégie du Nord Vietnam contre les États-Unis d’Amérique » selon Christian Harbulot, pour qui ces mêmes journalistes « n’ont pas su traiter et évaluer l’importance des crimes de guerre commis par le Front national de libération du Sud Vietnam à l’encontre de la population civile vietnamienne ».
Pourtant, dans l'ensemble la contestation médiatique de la guerre a été plus lente que celle orale d'une partie de la population : elle a commencé avec l'offensive du Tết en 1968. Lorsque l'année précédente le 4 avril 1967 Martin Luther King se décida à « briser le silence » par une contestation radicale de cette guerre, il avouait implicitement un retard qui lui pesait. Sa position n'en fut pas moins critiquée le lendemain par les grands journaux libéraux du pays, le Washington Post et le New York Times, qui soutenaient encore la guerre.

### Contestations aux États-Unis

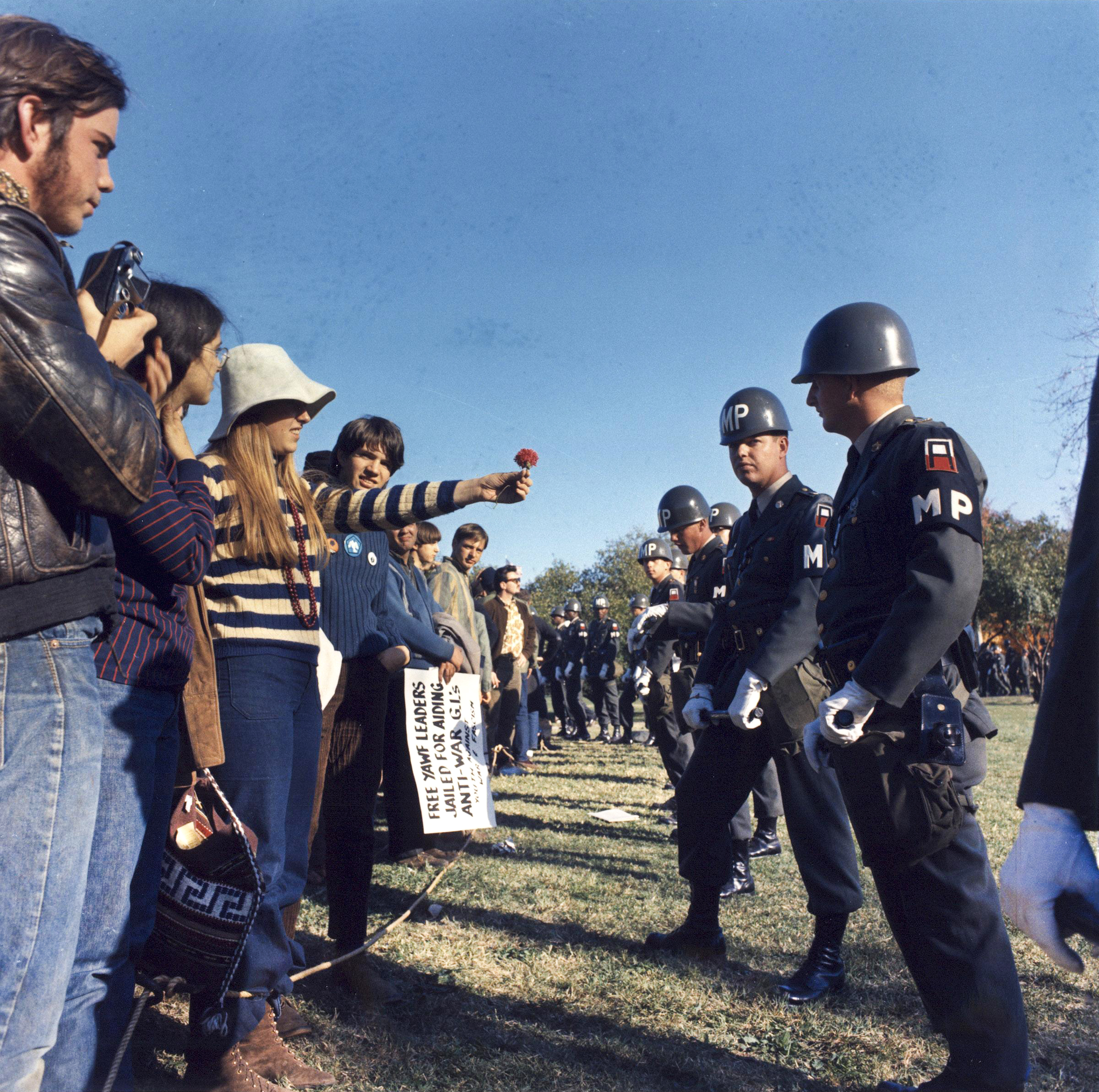
Manifestation de protestation contre la guerre aux États-Unis, le 21 octobre 1967.

La défaite militaire des Américains est une conséquence d’une stratégie militaire erronée ainsi qu’une couverture médiatique importante. Celles-ci entraînent la perte du soutien populaire de la population américaine lors de la guerre du Vietnam.
Durant ces années de guerre, plusieurs manifestations se déroulent dans les rues des États-Unis. Les villes universitaires telles que San Francisco, New York et Boston sont particulièrement actives dans les protestations. Au début de la guerre vietnamienne, les manifestants sont surtout des étudiants des classes moyennes. Cependant, avec le temps, le mouvement d’opposition mobilise des gens de tous âges et de toutes les catégories sociales. La première manifestation se déroula à Washington le 17 avril 1965 totalisant 20 000 personnes qui se rassemblèrent devant le monument de Washington. À partir de 1966, le nombre de militants diminua drastiquement, mais la mobilisation se renforça l’année suivante. Le 15 avril 1967, de 100 000 à 200 000 personnes défilent à New York contre la guerre. À Central Park, plusieurs centaines de jeunes détruisent leurs papiers militaires. D'autres fuient au Canada pour échapper à la guerre. Le 21 octobre 1967, une marche sur le Pentagone réunit plus de 100 000 personnes. En avril 1968, des étudiants occupent le campus de l'université Columbia ; ils sont évacués par la police le 30, ce qui entraîne une grève de protestation jusqu'à l'été 1968. Le 22-30 août 1968, des affrontements à Chicago opposent des étudiants à la police lors de la Convention du Parti démocrate. Les étudiants américains s’insurgent contre la guerre du Vietnam. D'autres universités prennent position contre la guerre, comme celle de Berkeley en Californie. Quelques mois après, le nombre de contestataires ne fait que se multiplier et des centaines de vétérans de la guerre du Vietnam revenus au pays se joignent au mouvement antiguerre. Dans les années 1970, les anciens combattants sont toujours de plus en plus nombreux et il y a des membres de l’organisation Veterans against the War (en) qui participent à une marche lors de « l’opération R.A.W. » (Rapid American Withdrawal). La manifestation du 15 novembre 1969 serait le rassemblement le plus important tenu dans la capitale des États-Unis contestant la participation à la guerre vietnamienne.
À partir de 1970, quelques signes laissent paraître que les idées du mouvement pacifiste font leur chemin dans l’opinion publique américaine. Les juges hésitent davantage à condamner les activistes pacifistes. En 1971 à Washington, les juges acquittent certains manifestants pour des actes, qui, deux ans plus tôt auraient été punissable par emprisonnement. En plus, les groupes pacifistes qui s’attaquent aux bureaux d’incorporation reçoivent des peines plus légères que dans le passé. Finalement, devant le mouvement activiste croissant, le président Richard Nixon a déclaré en 1969 que peu importe les circonstances, il ne se laisserait jamais influencer par ce mouvement. Pourtant, dans ses Mémoires, il admet avoir abandonné ses plans d’intensification de la guerre à cause de ce mouvement et de l’opinion publique.
Plusieurs personnalités américaines s'engagent contre la guerre du Vietnam :
- En 1966, le boxeur Mohamed Ali refuse de servir dans l'armée américaine et devient objecteur de conscience. Le 28 avril 1967, il refuse symboliquement l'incorporation dans un centre de recrutement. En mai-juin, il est condamné à une amende de 10 000 dollars et à 5 ans d'emprisonnement, il perd sa licence de boxe et son titre. Ali fait appel, il n'est finalement pas emprisonné ;
- Norman Morrison (1933-1965), Alice Herz (1883-1965), Florence Beaumont et George Winne Jr. (en) (1947-1970) se sont immolés pour protester contre la guerre du Vietnam ;
- Daniel Berrigan et Philip Berrigan, activistes contre la guerre du Vietnam, furent recherchés par le FBI pour avoir volé et détruit des registres de mobilisation du bureau de recrutement de Catonsvolle (Maryland) ;
- Les activistes Katherine Ann Power et Susan Edith Saxe ont fait un braquage pour avoir de l'argent pour leur mouvement, et ont tué un policier de Boston, l'officier Walter A. Schroeder. Le Weather Underground organisa plusieurs attentats, à partir de 1970, contre des installations militaires aux États-Unis, lançant le slogan Bring the War Home!. Soutenant par ailleurs les Black Panthers, ils avertissaient toutefois l'imminence des explosions afin d'éviter toute victime humaine.

Des intellectuels, des artistes et des musiciens américains prennent position contre l'engagement de leur pays au Vietnam : Ayn Rand, Jerry Rubin, Phil Ochs, Jane Fonda, Joan Baez, Norma Becker (en), Maggie Kuhn, Norman Mailer, Paul Goodman, Will D. Campbell (en), Martin Luther King, Tom Paxton, Black Panther Party, Howard Zinn, Noam Chomsky, Bob Dylan, Daniel Ellsberg ainsi que le britannique John Lennon.
- Le chorégraphe Daniel Nagrin (en) s'engage contre la guerre dans son solo The Peloponnesian War (1968)[104] ;
- Leonard Bernstein compose un oratorio contre la guerre ;
- En 1969, Lee Savage et Milton Glaser réalisent le dessin animé Mickey Mouse in Viêt Nam ;
- Le Bread and Puppet Theatre et l'équipe de Peter Schumann créent le spectacle de rue Fire dont le sujet est les souffrances du peuple vietnamien, joué également à la Washington Square Methodist Church et dans d'autres églises[105] ;
- En 1969, à Woodstock, Jimi Hendrix reprend l'hymne américain (The Star-Spangled Banner) à la guitare électrique en y rajoutant des bruits de bombes en utilisant le vibrato et le feedback[106].

### Première tentative: l’offensive de Pâques (mars - octobre 1972)

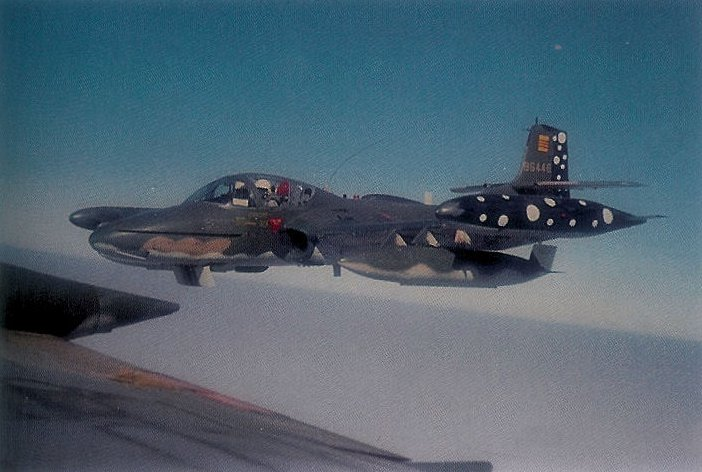
Un A-37 Dragonfly de la Force aérienne vietnamienne en 1973.

Connaissant la médiocrité des troupes de l'armée de la RVN lors de l'opération Lam Son 719 en 1971, le retrait progressif des troupes américaines, la puissance du mouvement pacifiste aux États-Unis qui interdit tout retour de ses troupes, la RDVN organise une offensive générale contre la RVN en mars 1972. Ce sera la première tentative d'invasion d'importance depuis la bataille de Dai Do en mai 1968.
Alors que les dernières unités combattantes américaines quittent le Vietnam le 23 août 1972, cette première offensive durera de mars à octobre 1972. Le 26 septembre, Washington annonce la fin des bombardements.
Soutenus par d'intenses barrages d'artillerie et de nombreux chars d'assaut, 200 000 soldats de la RDVN traversent la zone démilitarisée le 30 mars 1972 et balaient les unités de la RVN. Après la panique initiale, les unités de l'armée de la RVN se ressaisissent, se regroupent et contre-attaquent. Elles ralentissent puis arrêtent l'offensive nordiste. Aidées d'un important appui aérien américain, elles repousseront ensuite les nordistes entre juin et octobre.
D’avril à octobre, l'US Air Force est autorisée à bombarder la RDVN afin de la forcer à négocier. C'est l'opération Linebacker : il s'agit de la première campagne de bombardements continus menée par les Américains depuis que ceux-ci avaient été arrêtés par le président Lyndon B. Johnson en novembre 1968. L'administration Nixon va plus loin encore en décidant quelque chose que n'avait pas osé entreprendre l'administration Johnson malgré les conseils pressants de militaires. Le 8 mai elle fit miner le port d'Haïphong afin d'interrompre l'arrivée de matériel militaire soviétique, chinois ou est-allemand.
Rompues le 4 mai à la suite de l'attaque de la RVN, les négociations reprennent le 13 juillet à Paris entre Henry Kissinger et Lê Đức Thọ. Elles visent à permettre aux Américains de sortir d'une guerre impopulaire tout en maintenant un équilibre acceptable entre la RDVN et la RVN. Le 8 octobre, les deux parties s’accordent sur d'importantes concessions mutuelles.
Cependant, bien qu'il soit conscient que la RVN dépendait de l'appui aérien américain et que le retrait de ces derniers l'affaiblissait considérablement, le président Thiệu se montrera peu enthousiaste à accepter un cessez-le-feu.
De son côté, la RDVN n'était pas intéressée par un accord de paix à long terme : son objectif restant toujours d'envahir la RVN afin d'unifier tout le Vietnam.
Afin de lever l'obstacle de la RVN, Nixon promit à Thiệu un soutien inconditionnel et des représailles massives si la RDVN violait les termes du traité de paix. Dans le même temps, Nixon ordonnera un arrêt des bombardements le 22 octobre bien que les troupes de la RDVN occupaient toujours le territoire de la RVN.
Du fait d'un double mauvais calcul, la RDVN subira une défaite cuisante avec la perte de 100 000 hommes contre 40 000 pour l'ARVN et abandonnera un important matériel (la moitié de sa puissance de feu). L'échec de l'offensive de Pâques coûtera son poste au général Giáp qui laissera la place à Văn Tiến Dũng. Mais de l'autre côté, coup dur porté à la vietnamisation, ce sera la photographie mondialisée de la fillette napalmisée en juin par un avion sud-vietnamien. L'administration américaine doit aussi faire face à des accusations internationales à l'été de bombardement des digues nord-vietnamiennes sur le fleuve Rouge, qu'elle dément. Le géographe français Yves Lacoste se rend sur place et constate qu'à des endroits précis, visés et atteints par les bombardements, les digues pouvaient désormais tomber sous la pression de la mousson, qui, en 1972, selon Béatrice Giblin, s'avéra heureusement faible.

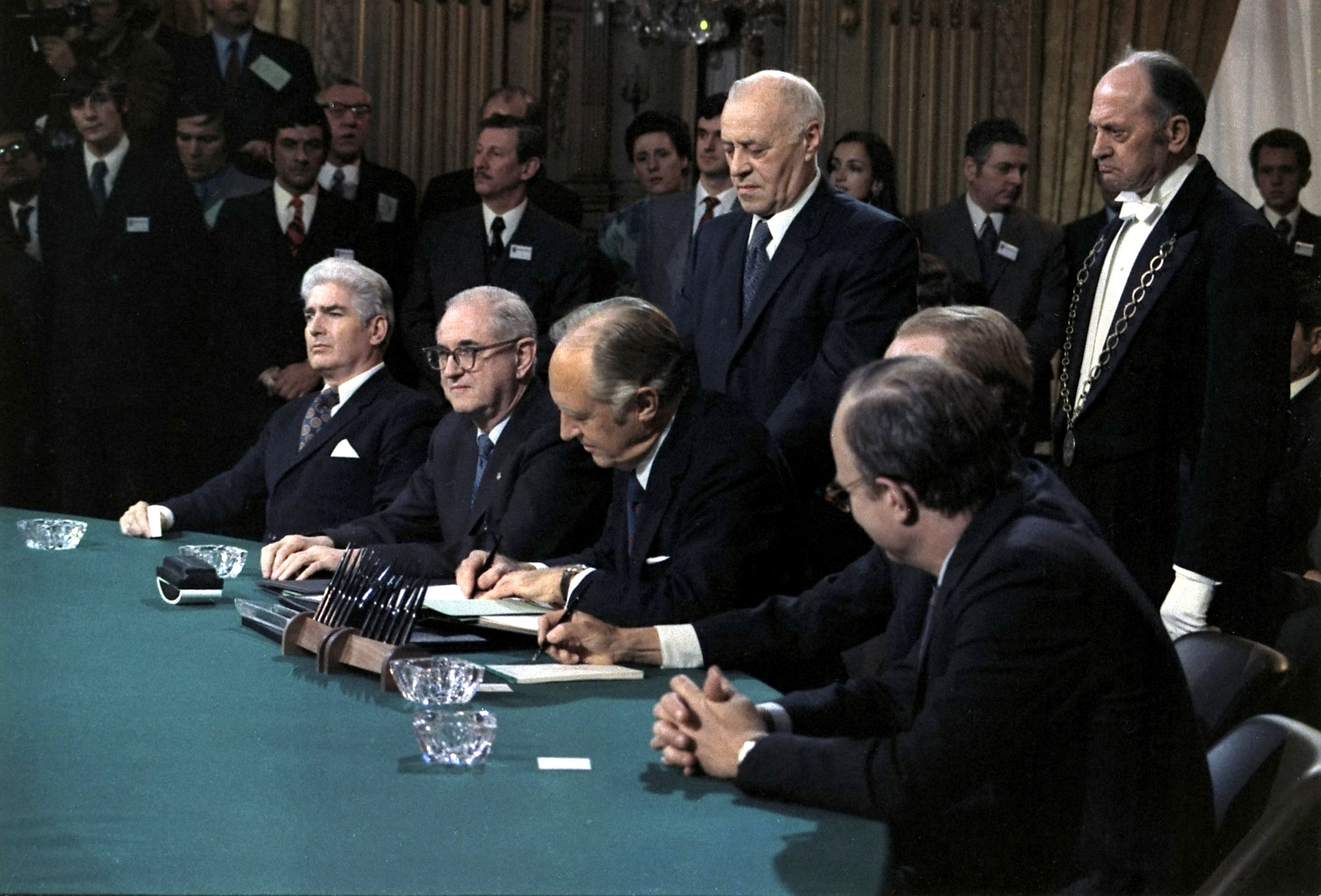
Signature des accords de paix de Paris, le 27 janvier 1973 : confirmation du désengagement américain.

Après une ultime campagne de bombardement stratégique sur les villes nord-vietnamiennes, nommée l'opération Linebacker II en décembre 1972 menée pour inciter le Nord-Viêtnam à accepter le retrait de ses troupes du Sud-Vietnam mais qui coûtera à Washington la perte de 81 avions, les accords de paix de Paris seront finalement signés en janvier 1973 et reconnaîtront la présence de troupes nordistes au Sud.

### Deuxième tentative (décembre 1974 - février 1975)
Cependant, la paix n'est toujours pas garantie et le nouveau général nordiste prépare l'offensive finale qui vaincra la RVN. Ainsi, malgré le traité de paix, les attentats et les embuscades continuent.
Bien que Richard Nixon ait promis à la RVN qu'il lui apporterait un soutien dans l'éventualité d'un effondrement de la situation militaire, le Congrès des États-Unis vote contre tout appui financier à des actions militaires dans cette région. Nixon se bat alors aussi pour sa propre carrière politique empêtrée dans le scandale du Watergate. Ainsi, aucun des soutiens militaires promis pour la défense du gouvernement de la RVN n'est envoyé, bien que l'aide économique continue. Elle est cependant presque totalement aspirée par la corruption du gouvernement de la RVN et seule une petite partie alimentera effectivement l'effort de guerre. Le 94e Congrès des États-Unis vote pour que toute aide soit supprimée pour le début de l'année fiscale 1975-76 (1er juillet 1975).
De plus, les États-Unis retirent unilatéralement leurs dernières forces du Vietnam en 1973.
Ce repli s'achèvera le 29 mars et l'armée du RVN ne dispose plus de l'appui aérien américain.
Enfin, au début de 1975, les réserves de munitions, minées par l'inflation et la disparition de l'aide américaine, atteignent un niveau dramatiquement bas.
De son côté, la RDVN savait que Nixon, empêtré dans ses difficultés, ne bougerait pas, tandis que l'appui soviétique et chinois augmentait en conséquence, le risque de confrontation directe entre Grands ayant disparu. Les pertes de la défaite de 1972 étaient ainsi comblées.
Après la signature des accords de paix de Paris, entre 10 et 12 divisions de la RDVN stationneront en RVN ainsi qu'environ 300 000 combattants du Front national de libération du Sud Vietnam.
À la fin de 1974, en violation des accords, 100 000 soldats supplémentaires s'infiltreront au Laos et au Cambodge dans des camps frontaliers puis dans les zones « libérées » au sud.
En décembre 1974, les troupes de la RDVN font une nouvelle tentative en envahissant la province de Phuoc Long (en) depuis le Cambodge. Le 17 janvier 1975, elles occupent la capitale régionale de Phuoc Binh, à 160 km de Saïgon. L'ARVN perd 3 000 soldats. Seules quelques protestations diplomatiques répondront à cette violation du traité de paix. Pourtant, fin décembre 1974 d'après certains journaux américains, Foreign Affairs, Newsweek et le rapport MacGovern au Sénat de mai 1975, ce fut Saïgon qui portait depuis février 1973 la plus lourde responsabilité dans les violations des accords de Paris en multipliant les agressions. D'après Newsweek, « les communistes n'ont réagi qu'en mai 1974 pour regagner du terrain perdu ».
Le président de la RVN, Nguyễn Văn Thiệu, décidera de répartir ses forces armées afin de couvrir tout le territoire, qui, contrairement à la RDVN, s'étale tout en longueur. Son but était de prévenir les incursions des unités de la RDVN qui s'infiltraient au sud via la piste Hô Chi Minh au Cambodge. Ce faisant, en dispersant ses forces, il commet une erreur stratégique tandis que la RDVN se préparait à frapper en force à l'endroit de son choix.

### Troisième tentative: la prise des plateaux du centre (Tay Nguyen) - mars 1975
En mars 1975, le général nord-vietnamien Văn Tiến Dũng lance une offensive planifiée par ses soins. Le nord lance de multiples petites attaques de diversion sur les provinces du centre afin de dérouter l'état-major sudiste et le forcer à laisser ses troupes dispersées. Mais le gros de ses forces est engagé afin d'envahir la province de Đắk Lắk au centre, se plaçant ainsi en position de couper la RVN en deux.
Au total, ce furent 17 divisions d’infanterie de l'armée populaire vietnamienne organisées en 4 corps d’armée conventionnels appuyés par 700 blindés, des milliers de pièces d’artillerie et des centaines de batteries de missiles sol-air qui furent engagées, alors que l'armée de la RVN n'avait plus le soutien logistique des États-Unis.
Croyant à une simple opération de diversion, les sudistes n'enverront aucun renfort pour stopper l'attaque sur Buôn Ma Thuột, tandis que les accrochages au centre provoquent le blocage des routes par les réfugiés.
Rapidement, l'offensive sur les plateaux du centre tourne à la catastrophe pour les troupes sudistes qui sont submergées par le nombre.
Paniqué, Thiệu ordonne la retraite sur Đà Nẵng à la 1re division d'infanterie (sa meilleure unité), alors stationnée autour d'Hué. Puis un contre-ordre lui ordonne de revenir sur ses positions, mais il est déjà trop tard. Dispersées sur les routes, gênées par le flot de réfugiés, les meilleures troupes sudistes se font annihiler en rase campagne.
Thiệu ordonne ensuite un retrait général de la cité de Pleiku qui commande les plateaux centraux et qui était le siège de l'état-major du général Pham Van Phu. Celui-ci, un homme avec une vision réaliste de la situation, organise la retraite : il évacue sa famille et ses principaux officiers sur Nha Trang puis Saïgon. Il fait partie aussi des quelques généraux qui se sont donné la mort à leur poste de commandement, à la chute de Saïgon. La politique ne l'intéressait guère, il était un stratège militaire.
Hué (l'ancienne cité impériale) tombe le 25 mars, puis Đà Nẵng (la seconde cité du Vietnam) le 2 avril.
Après avoir pris les plateaux centraux et coupé les forces sudistes en deux, puis écrasé la partie nord du Vietnam du Sud, les troupes de l'armée populaire vietnamienne se tournèrent ensuite vers le sud, tandis que de nouvelles troupes franchissaient la frontière depuis la RDVN.
La route de Saïgon était alors ouverte et rien n'arrêtera plus les troupes de l'Armée populaire vietnamienne.

### Chute de Saïgon

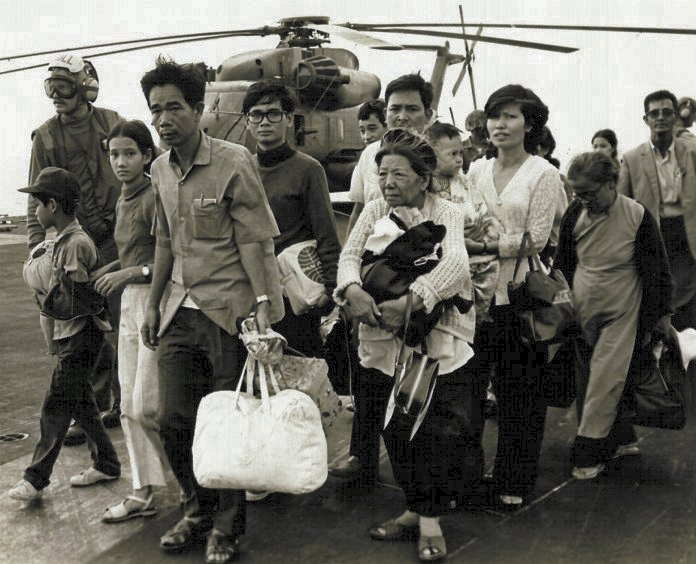
Réfugiés vietnamiens.

Début avril, la région de Saïgon est encerclée. Après une quinzaine de jours de combat acharné, le président Thiệu démissionne le 21 avril et est remplacé par le vice-président Trần Văn Hương, lui-même remplacé par Dương Văn Minh le 28 avril, surnommé « le président de trois jours ». Après que les communistes eurent refusé toute négociation, Dương Văn Minh ordonne la reddition des troupes de l'ARVN le 30 avril, qui est acceptée par la RDVN, tandis que des hélicoptères américains surchargés évacuent la ville et que les premiers boat-people font leur apparition.
À 7 h 54, le 30 avril, lorsque le dernier hélicoptère décolle du toit de l'ambassade des États-Unis à Saïgon, des milliers de candidats à l'exil se pressent encore dans les jardins. Plus de 305 000 réfugiés finiront néanmoins par se retrouver à bord des navires américains qui croisent au large.
Cette scène de panique à Saïgon, le 30 avril 1975, sur le toit de l'ambassade des États-Unis à Saïgon est bien connue. Le Gouvernement révolutionnaire provisoire de la république du Sud Vietnam, gouvernement du FNL, s'installe à Saïgon.
L'incident du Mayagüez au mois de mai 1975 au Cambodge est considéré comme la dernière bataille de la guerre du Vietnam et a opposé combattants américains et khmers rouges.

## Bilan

### Bombardements

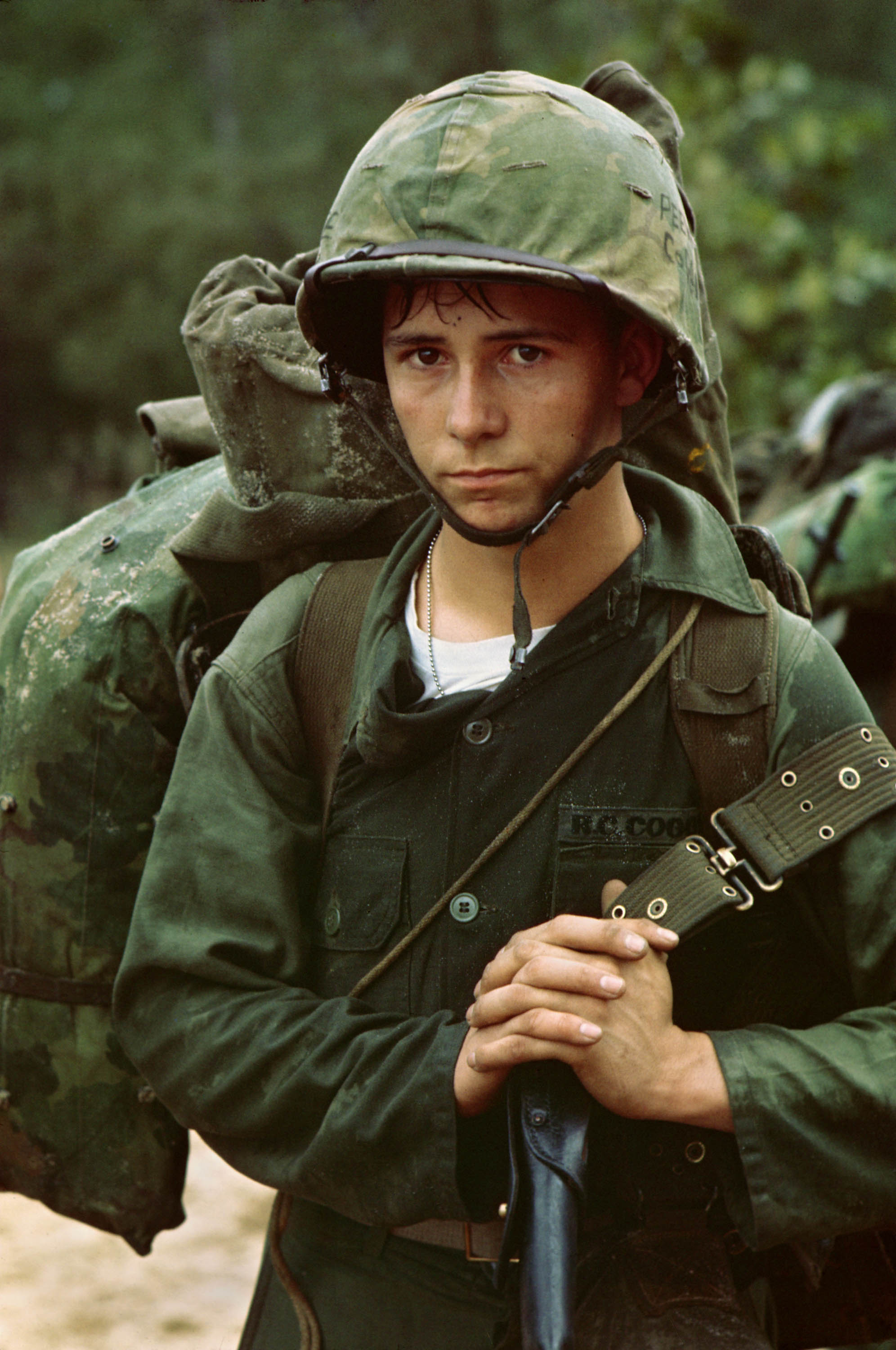
Marine américain à Đà Nẵng, le 3 août 1965, durant la guerre du Vietnam.

Les États-Unis larguent plus de 7 millions de tonnes de bombes sur l'Indochine pendant la guerre, plus du triple des 2,1 millions de tonnes de bombes que les États-Unis ont larguées sur l'Europe et l'Asie pendant toute la Seconde Guerre mondiale et plus de dix fois la quantité larguée par les États-Unis pendant la guerre de Corée. 500 000 tonnes sont larguées sur le Cambodge, 1 million de tonnes sur le Nord-Vietnam et 4 millions de tonnes sur le Sud-Vietnam. Par habitant, les 2 millions de tonnes larguées sur le Laos en font le pays le plus bombardé de l'histoire. Le New York Times indique que c'est « presque une tonne pour chaque personne au Laos »,. En raison de l'impact particulièrement lourd des bombes à fragmentation pendant cette guerre, le Laos est un ardent défenseur de la Convention sur les armes à sous-munitions qui a pour but d'interdire ces armes, et il a accueilli la première réunion des états membres de la convention en novembre 2010.
L'ancien responsable de l'US Air Force, Earl Tilford, a mentionné « des bombardements répétés sur un lac au centre du Cambodge. Les B-52 ont littéralement laissé tomber leurs charges utiles dans le lac ». L'armée de l'air a mené de nombreuses missions de ce type pour obtenir un financement supplémentaire lors des négociations budgétaires, de sorte que le tonnage dépensé n'est pas directement corrélé aux dommages qui en résultent.

### Pertes humaines

#### Pertes vietnamiennes
Des millions de Vietnamiens sont morts des conséquences de la guerre. Les registres officiels sont difficilement consultables, quand ils existent, et nombreux parmi les tués sont littéralement déchiquetés par les bombardements. Il est ainsi très difficile de s'accorder exactement sur ce qui doit compter comme « victime de guerre du Vietnam » ; des gens sont encore aujourd'hui tués par des sous-munitions non explosées et des mines, particulièrement les bombes à sous-munitions. Les effets sur l'environnement des agents chimiques, tels que l'agent orange, un défoliant très utilisé par les Américains, ainsi que les problèmes sociaux colossaux causés par la dévastation du pays après tant de morts ont certainement réduit la durée de vie de beaucoup de survivants. Par ailleurs, la contamination d'une partie des sols entraîne aujourd'hui encore de graves problèmes de santé (malformations à la naissance, hypertrophie, rachitisme, cancer des poumons et de la prostate, maladies de la peau, du cerveau et des systèmes nerveux, respiratoire et circulatoire, cécité, diverses anomalies à la naissance) surtout dans les campagnes,,.
Les estimations de pertes les plus basses, basées sur les déclarations (à présent reprises) du Nord Vietnam étaient autour de 1,5 million de Vietnamiens tués. Le Vietnam a annoncé le 3 avril 1995 qu'un total d'un million de combattants et deux millions de civils (y compris le Sud) avaient été tués durant la guerre.
Les pertes du Sud Vietnam sont estimées à 255 000 militaires et 430 000 civils tués, dont 80 000 en 1974, soit plus que toute autre année de guerre, un an après l'évacuation des dernières forces américaines.
Dans les années 1980, des estimations américaines situent le nombre de victimes causées par la répression à l'exode après 1975 au-dessus du demi-million, dont 65 000 à 100 000 exécutions par le régime communiste, 150 000 à 175 000 prisonniers disparus, le reste étant des boat-people.
En 1980, Ronald Reagan avait axé sa campagne électorale intellectuelle sur la réhabilitation de la guerre la plus noble de l'histoire des États-Unis qu'était la guerre du Vietnam. En France, il a été souligné que la chute de Saïgon ne s'était accompagnée d'aucun bain de sang, contrairement aux prédictions alarmistes du gouvernement sud-vietnamien, ; ou encore que si les violations des droits de l'homme étaient incontestables, les prisonniers en camp de rééducation n'étaient pas tous innocents : il y avait aussi d'anciens tortionnaires du gouvernement de Saïgon.

#### Pertes américaines
Le bilan pour les forces armées américaines, mis à jour au 1er mars 2021, est officiellement le suivant :
- 58 281 morts (incluant les morts au combat, les morts par accident, suicide ou maladie, les morts en captivité) ;
- 153 372 blessés ;
- 1 584 disparus.

Le nombre total d'officiers morts est de 7 877.
Le tableau suivant indique la répartition des morts selon leurs origines et couleurs de peau (et en pourcentage du total des morts) :
| Blancs                 | Noirs                 | Hispaniques        | Hawaïens et Polynésiens | Amérindiens        | Asiatiques         | Autres             |
| ---------------------- | --------------------- | ------------------ | ----------------------- | ------------------ | ------------------ | ------------------ |
| 49 830 morts (85,49 %) | 7 243 morts (12,42 %) | 349 morts (0,59 %) | 229 morts (0,39 %)      | 226 morts (0,38 %) | 139 morts (0,23 %) | 204 morts (0,35 %) |

Le pourcentage de soldats morts parmi les Noirs s'élève à 12,42 %. Ce pourcentage est légèrement supérieur au pourcentage de Noirs dans la population américaine à l'époque (environ 11 %) mais il est comparable au pourcentage de Noirs en âge de faire un service militaire (environ 12,5 %). Il n'y a donc pas eu de surmortalité par rapport aux soldats blancs, et cela contredit le mythe selon lequel le gouvernement américain aurait utilisé la population noire comme « chair à canon ».

#### Autres pertes
Sur les 46 852 soldats australiens qui ont participé à la guerre du Vietnam, 492 ont été tués et 2 398 ont été blessés[réf. souhaitée].
Officiellement, 16 militaires soviétiques sont morts durant ce conflit au Vietnam et 5 au Laos.

#### Crimes de guerre du Front National de Libération

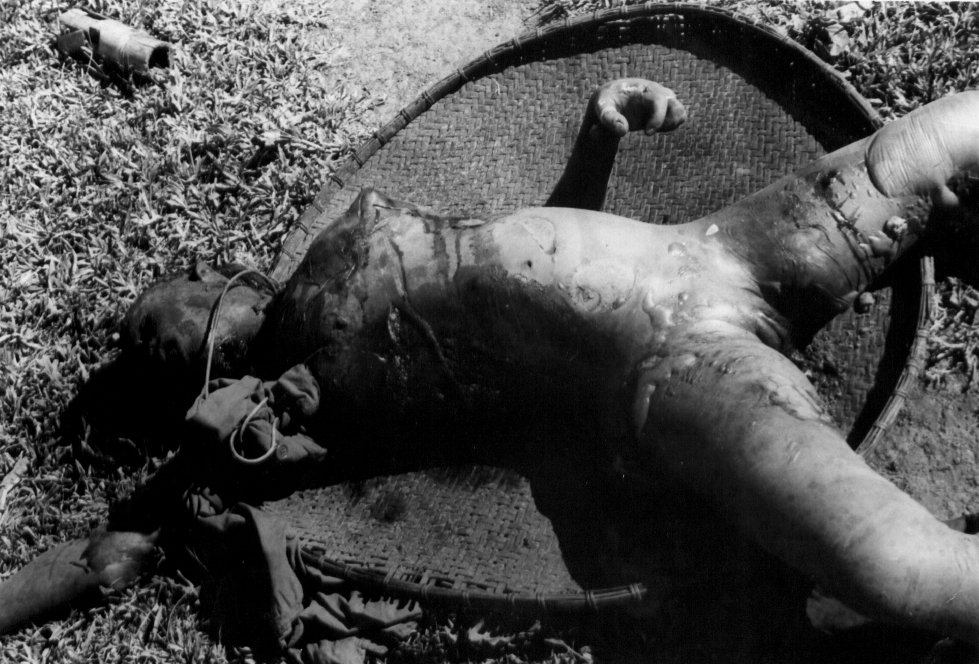
Photo du massacre de Dak Son.

##### Massacre des habitants de Dak Son
Le 5 décembre 1967, deux bataillons du Front national de libération du Sud Vietnam massacrent méthodiquement 252 civils au cours d'une expédition punitive contre le hameau de Đắk Sơn.

##### Un massacre à Huế?
Dans un chapitre du Livre noir du communisme, intitulé « Impasse d'un communisme de guerre », Jean-Louis Margolin estime que l'un des plus grands massacres commis par les communistes pendant la guerre a été celui dont s'est rendu coupable le Front national de libération du Sud Vietnam, en février 1968, pendant la bataille de Huế : au moins trois mille personnes civiles exterminées, dont certaines enterrées vivantes, soit « bien plus que lors des pires exactions de l'armée américaine », précise-t-il. Ce chiffre comprend des religieux français et des médecins allemands. Mais ce massacre a été contesté. Ainsi, en 1974, D. Gareth Porter y a vu une manipulation du gouvernement de Saïgon qui n'a pas autorisé les journalistes à se rendre sur place. L'enquêteur estimait qu'il s'agissait majoritairement de victimes des bombardements américains sur la ville. Il sapait aussi l'accusation selon laquelle des religieux vietnamiens furent massivement exécutés, car elle se heurterait au fait que beaucoup d'entre eux appartenaient au FNL. Il décompta juste dans la masse des milliers de victimes présumées du FNL, quelques exécutions par des guérilleros isolés, pendant l'occupation de Hue, d'adversaires du FNL qui tiraient pour refuser de se rendre ; puis des victimes de tueries perpétrées contre des civils par le FNL et les Nord-Vietnamiens, en fin de bataille pour se venger de leur défaite. De toute façon Jean-Louis Margolin concède qu'il s'agissait d'une guerre civile autant qu'une guerre de libération avec « quantité d'atrocités et d'exactions y compris contre des civils récalcitrants […]. Il est cependant très difficile de les dénombrer, de dire qui surpassa l'autre dans l'utilisation de méthodes terroristes ».

#### Crimes de guerre américains

##### Procès américain du massacre de Mỹ Lai

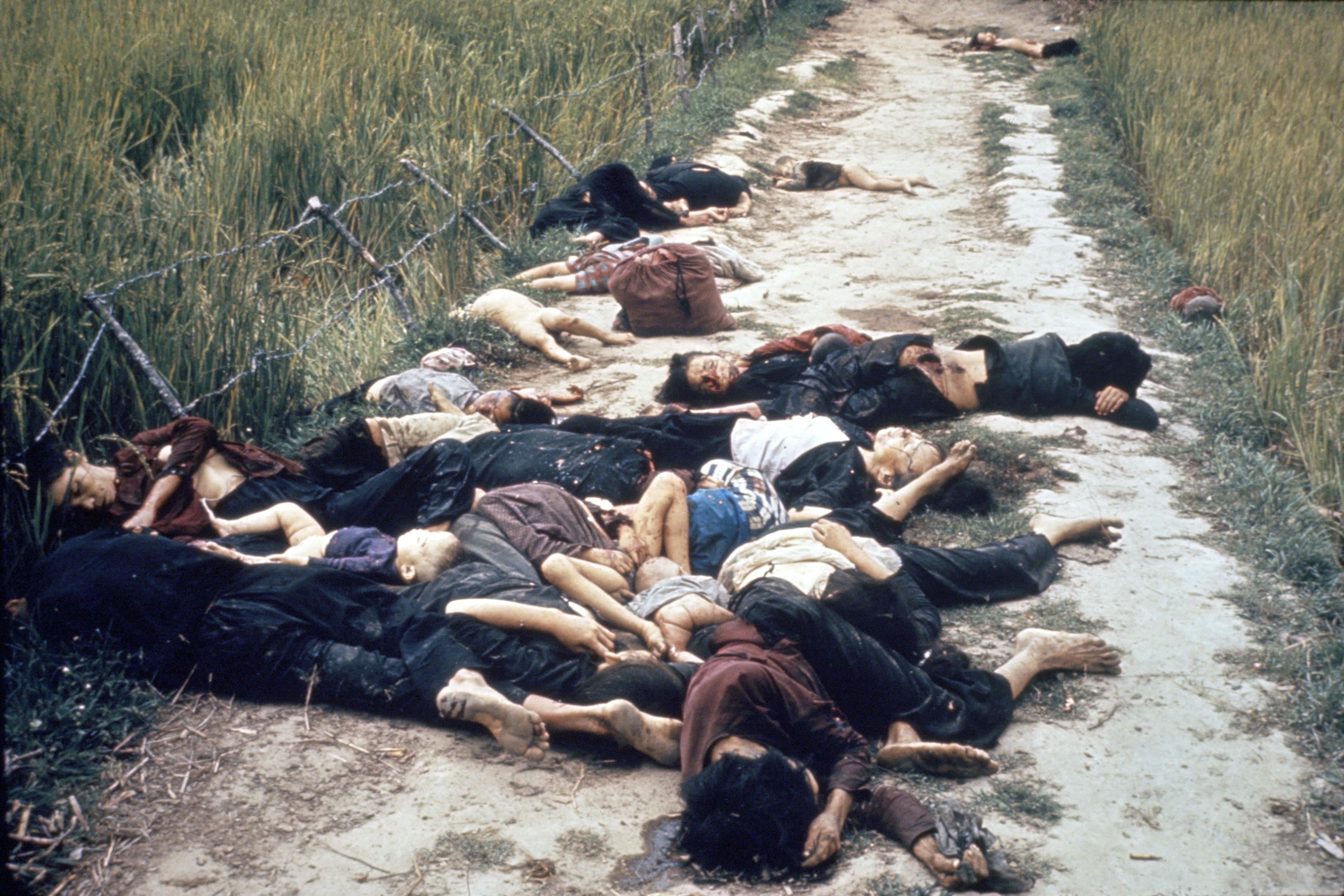
Photo du massacre de Mỹ Lai.

En 1969, il apparaît que le lieutenant William Calley, chef de section au Vietnam, a conduit un massacre de civils vietnamiens (y compris de jeunes enfants) à Mỹ Lai en mars 1968. Ce crime de guerre fut stoppé lorsque Hugh Thompson, Jr., chef d'équipe d'un hélicoptère d'observation remarque le carnage et intervient avec ses coéquipiers pour arrêter le massacre. Bien qu'il soit incarcéré, Calley ne reçoit qu'une sentence légère à son procès en cour martiale en 1970 et est ensuite gracié par le président Richard Nixon.

##### Autres massacres américains et sud-coréens
L'opinion publique américaine pense que ce massacre est unique ou une exception, mais en 2001 le journaliste Nick Turse (en) a trouvé dans les US National Archives les dossiers d'un groupe de recherche secret, le Viêt Nam War Crimes Working Group, qui montrait que l'armée américaine avait trouvé les preuves de plus de 300 meurtres, viols ou tortures commis par des soldats américains. Parmi eux on compte une série de massacres l'année précédente dans la même région de Quang Ngai pendant 7 mois.
Mais on peut aussi ajouter aux crimes américains ceux du corps expéditionnaire sud-coréen au Sud-Vietnam, comme le massacre de Phong Nhị et Phong Nhất, antérieurs au massacre de Mỹ Lai. Un peu plus de 300 000 soldats de Corée du Sud servirent au Vietnam entre 1965 et 1973. En février 1966, un millier de civils vietnamiens auraient été tués en trois semaines, dans ce qui sera appelé massacre de Binh An (en). 135 femmes, enfants et vieillards sont massacrés à Ha My le 15 février 1968. En tout, selon une enquête publiée dans un journal sud-coréen en mars 2016, 9 000 civils sud-vietnamiens ont été tués en 80 massacres durant toute cette guerre par l'armée sud-coréenne. Le gouvernement sud-coréen continue de nier ces crimes.

##### Critiques européennes des bombardements américains

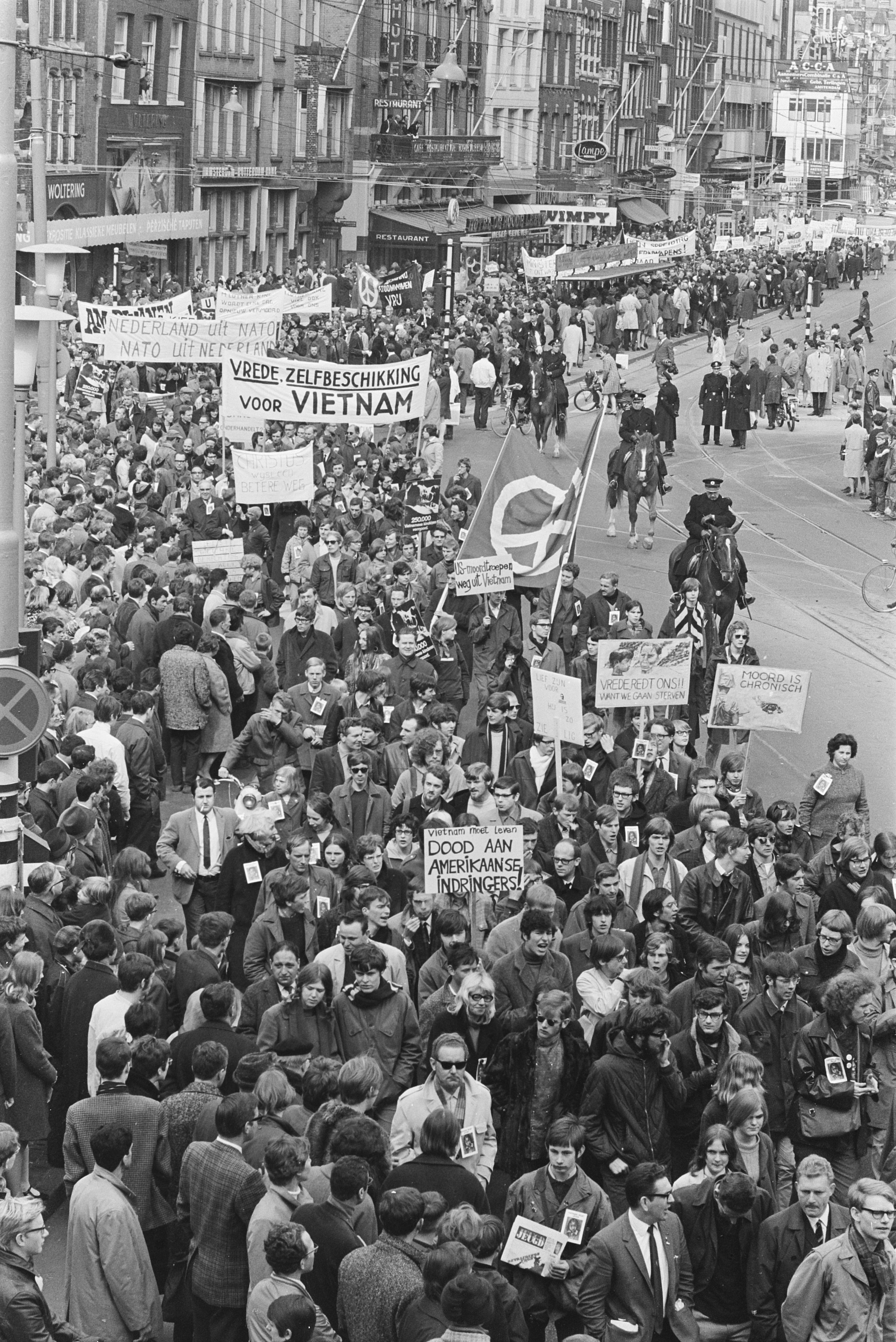
Manifestation contre la guerre du Vietnam, Amsterdam en avril 1968.

Dans les opinions européennes ces crimes avaient suscité des remous au-delà des partis communistes. En novembre 1966 des personnalités telles que Bertrand Russell, Jean-Paul Sartre, Simone de Beauvoir, Laurent Schwartz, Gisèle Halimi se concertèrent pour constituer un tribunal d'opinion, le tribunal Russell, que le premier présidait. Ce tribunal se voulait l'héritier de celui de Nuremberg même s'il n'en avait pas la même valeur juridique, du fait de l'absence de toute sanction prise contre des accusés dûment nommés. Bertrand Russell en expliqua par écrit la nécessité comparative. En 1967, deux sessions furent organisées, la première du 2 au 12 mai à Stockholm en Suède, la seconde du 28 novembre au 1er décembre à Roskilde au Danemark. Le 10 mai les États-Unis y furent condamnés à l'unanimité pour « agression […] sur la base des critères de la loi internationale », « bombardements délibérés, systématiques et à une grande échelle d'objectifs purement civils » puis le 1er décembre pour « génocide ». Dean Rusk fut invité pour la première session à venir représenter la défense des États-Unis, mais il répondit : « je n'ai pas envie d'aller faire joujou avec un vieillard anglais de 94 ans ».
Après recueil et vérification des témoignages, les jurés ont affirmé qu'au Nord, les frappes aériennes ont touché les populations civiles, femmes, enfants et vieillards pas simplement dues à une criminelle négligence, mais à un choix délibéré : « On le fait exprès ». Des bombes à bille ont été utilisées aux dires même du Pentagone. Or, d'après l'enquête d'un membre du tribunal, Jean-Pierre Vigier, et contrairement aux assertions du Pentagone, elles étaient inefficaces contre des objectifs stratégiques : « Elles ne peuvent servir qu'à tuer des gens dans un énorme rayon ». En ce qui concerne le sud : « on brûle des villages, soumet la population à des bombardements massifs et délibérément meurtriers, on tire sur le bétail, on détruit la végétation par des défoliants, on ruine les cultures par des épandages toxiques, on mitraille au hasard et partout on tue, on viole, on pille cela c'est le génocide au sens le plus rigoureux ; autrement dit l'extermination massive ».
Le parallèle entre crimes vietnamiens et américains était par ailleurs d'emblée en novembre 1966 rejeté par J. P. Sartre :
« Je refuse de mettre sur le même plan l'action d'un groupe de paysans pauvres traqués obligés de faire régner dans leurs rangs une discipline de fer, et celle d'une armée immense soutenue par un pays sur-industrialisé de 200 millions d'habitants. Et puis ce ne sont pas les Vietnamiens qui ont envahi l'Amérique et qui font pleuvoir un déluge de feu sur un peuple étranger. Pendant la guerre d'Algérie j'ai toujours refusé de mettre en parallèle le terrorisme à la bombe qui était la seule arme des Algériens et les actions et exactions d'une riche armée de 500 000 hommes occupant tout le pays. C'est la même chose au Viêt Nam ».
Sur ce point, Ralph Schoenman (en), secrétaire de Bertrand Russell, rapporta que « Lord Russell jugeait cela inutile, comme s'il s'agissait de traîner en justice les Juifs du Ghetto de Varsovie pour leur soulèvement contre les nazis ».
D'après Gérard Chaliand, les populations civiles au Nord étaient systématiquement bombardées dans le but de les terroriser et de les pousser à « faire directement ou indirectement pression sur le gouvernement de la RDV pour l'amener à composer ». En 1975 dans sa chanson Un air de liberté, Jean Ferrat évoquera « un génocide vain perpétré au Vietnam ». D'après l'historien des États-Unis Pierre Mélandri, « Au Nord comme au Sud, les bombardements américains tuaient deux civils pour un militaire ».
En Suède, le mouvement de sympathie à l’égard de la cause du Front national de libération, qui rencontre un écho croissant dans les opinions publiques de nombreux pays à partir de la fin des années 1960, trouve un relai au niveau gouvernemental. La première manifestation en est l’arrêt par les autorités suédoises des autorisations de vente du pistolet-mitrailleur Carl Gustav M45 aux États-Unis, alors que la CIA et les forces spéciales américaines faisaient grand usage de cette arme. La position gouvernementale devient explicite le 27 mai 1971, quand le ministre des Affaires étrangères Torsten Nielsson annonce l’envoi d’une aide humanitaire et médicale d’un montant de 550 000 $ au Front national de libération et aux forces communistes du Laos et du Cambodge.

### Pertes aériennes durant la guerre au Vietnam

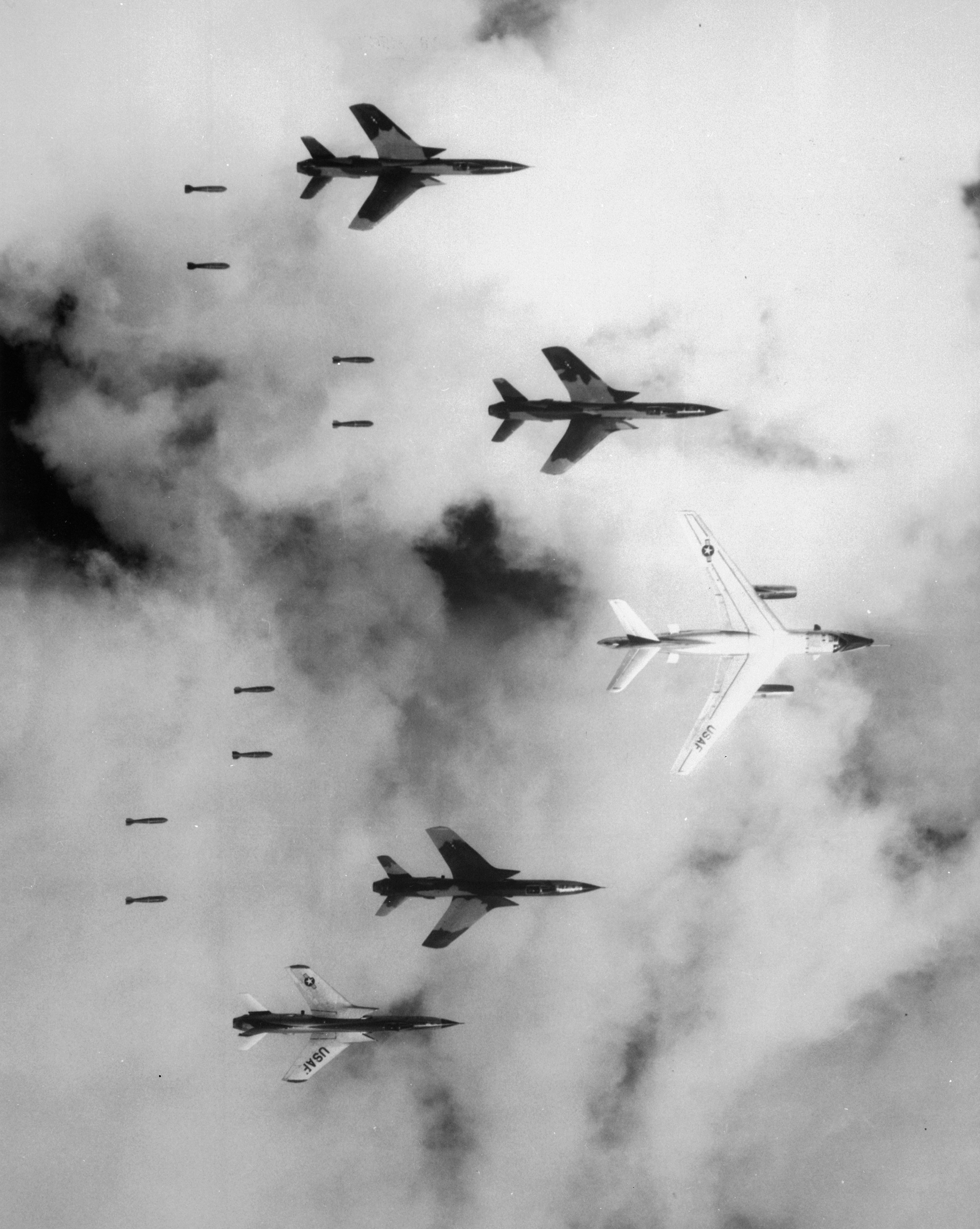
Lâcher de bombes sur le Nord-Vietnam par des F-105 Thunderchief, le 14 juin 1966, dans le cadre de l'opération Rolling Thunder.

Concernant les pertes aériennes nord-vietnamiennes, 202 MiG furent abattus en combats aériens par 174 avions américains entre avril 1965 et janvier 1973.
Voici les pertes des aéronefs des forces armées des États-Unis. Ces chiffres impressionnants sont à relativiser par rapport au nombre de sorties, correspondant à un taux de pertes de 0,1 %.
| Cause des pertes        | Avions | Hélicoptères |
| ----------------------- | ------ | ------------ |
| Combat aérien           | 79     | 2            |
| Missile sol-air         | 197    | 7            |
| Artillerie antiaérienne | 2 140  | 2 375        |
| Détruits au sol         | 145    | 205          |
| Accidents et autres     | 1 158  | 2 282        |
| Sous-totaux             | 3 719  | 4 871        |
| TOTAL                   | 8 590  | 8 590        |

Toutefois, lors des bombardements de Noël 1972, ils perdirent de manière inattendue 81 avions soit près du quart de leur flotte aérienne en Asie du Sud-Est. Concernant les hélicoptères, utilisés pour la première fois à très grande échelle dans un conflit, un total de 11 894 engins américains ont été engagés durant cette guerre, avec un maximum instantané de 2 850 en 1968. Le nombre de pilotes d'hélicoptères tués ou disparus s'élève à 2 181 dont 1 905 pour l'US Army. Si l'on ramène les hélicoptères abattus par l'action ennemie au nombre de sorties, on obtient un ratio de 1 pour 18 000.

### Pertes financières
Les opérations entre 1965 et 1975 ont coûté aux États-Unis 111 milliards de dollars américains en dollars courant (686 milliards de dollars valeur 2008 soit 716 milliards de dollars valeur 2011), soit un maximum de 2,3 % de leur produit intérieur brut. Le budget de la Défense de ce pays a atteint un maximum de 9,5 % de leur PIB durant cette période. D'autres sources, qui comprennent sans doute les années Kennedy, vont jusqu'à 150 milliards de dollars.

### Critiques et analyse

#### Guerre impérialiste

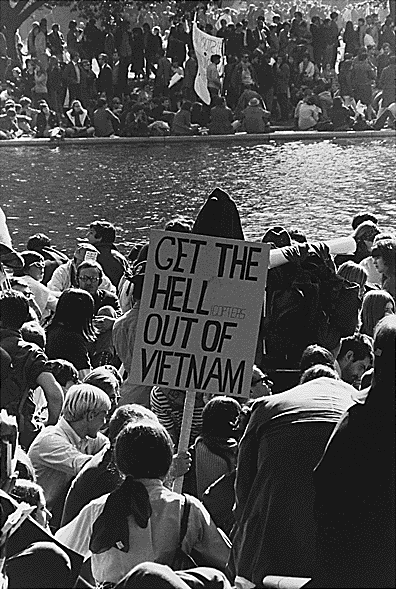
Manifestation contre la guerre du Vietnam, Washington DC en octobre 1967.

La guerre du Vietnam est très critiquée par les opinions publiques mondiale et domestique, la nouvelle gauche et certains vétérans antiguerre américains considérant cette guerre comme « impérialiste ». À cause de cette guerre, beaucoup d'idées socialistes et révolutionnaires sont reprises par les partis politiques classiques à un niveau jamais vu depuis les années 1930. La guerre génère le plus fort mouvement antiguerre de l'histoire des États-Unis, mettant fin à la conscription. Beaucoup de jeunes Américains qui rejetaient « l'hypocrisie d'une démocratie » dont étaient exclus selon eux les Afro-Américains et les populations non blanches du tiers monde, deviennent « anti-impérialistes ».

#### Guerre idéologique
Raymond Aron explique qu'à la différence des Français en Indochine, de 1946 à 1954, les Américains ne défendent pas un empire, mais un régime anticommuniste, dans le cadre de la guerre froide au Sud Vietnam, dans une stratégie de containment et conformément à la théorie des dominos. Il précise qu'il n'y a pas non plus pour les Américains d'enjeu économique, de défense d'entreprises privées, nationalisées par l'ennemi.
Selon l'historien Mark Atwood Lawrence, alors que le monde se divise en deux blocs idéologiques antagonistes, la guerre du Vietnam « apparait être connectée à la lutte mondiale entre le capitalisme démocratique et le communisme international ». Les historiens Mary Ann Heiss et Peter L. Hahn ont un avis similaire disant qu'« alors que le pays lui-même ne signifiait pas grand-chose d'un point de vue stratégique ou économique pris indépendamment, le Vietnam est devenu partie d'un conflit bien plus large que les forces du capitalisme et du communisme menaient entre elles ».
Pourtant, tout au début du conflit en juillet 1956, lors d’une réunion à Seattle des gouverneurs d’état, Eisenhower expliquait par des raisons indirectement économiques son encouragement au refus des élections prévues par les accords de Genève qui entraîneraient la victoire écrasante (80 %) des communistes : « Les USA veulent garder leur mainmise économique sur les richesses du pays. […] Supposons que nous perdions l’Indochine[…] l’étain et le tungstène, auxquels nous attachons tant de valeur dans cette région, cesseraient de nous parvenir. Aussi, quand les États-Unis votent 400 millions de dollars pour soutenir cette guerre, ce n’est pas en pure perte. Nous votons pour le moyen le moins onéreux de protéger […] notre sécurité et notre pouvoir d’obtenir certaines richesses des territoires d’Indochine et du Sud-Est asiatique qui nous sont nécessaires. »

#### Ou les deux
L’intellectuel Noam Chomsky dénonce la collusion entre le capitalisme et l'impérialisme via le complexe militaro-industriel qui est selon lui le seul à tirer profit de la guerre, comme évoqué par Lénine dès 1916, précise-t-il. Pour lui, la guerre du Vietnam est un échec politique, car le conflit devient un symbole pour les pays en voie de développement de la résistance à la politique des États-Unis et a créé une opposition politique intérieure très forte ; l'échec est aussi économique, la guerre ne créant aucun gain et accentuant le déclin économique. James Petras et Robert Rhodes ou John Pilger, autres auteurs « anti-impérialistes », considèrent cependant qu'au long terme la victoire vietnamienne a été une victoire à la Pyrrhus, le coût humain de la guerre étant exorbitant pour le Vietnam et les États-Unis reprenant selon eux leur contrôle « impérialiste » sur tous les pays même les plus nationalistes, après la chute du communisme, et « recolonisant » le Vietnam.

#### Victoire du capitalisme à long terme
Pour certains observateurs tels que Gérard Chaliand qui se rendit au Nord-Vietnam en octobre et novembre 1967, la résistance de la RDVN aux bombardements américains devait beaucoup à la voie marxiste choisie par le pays depuis le début des années 1950 : une voie tout à la fois nationale et sociale[réf. incomplète],. Les investissements massifs dans l'éducation et la santé à l'échelle du pays sous l'autorité d'un parti communiste d'avant-garde ont permis de limiter les pertes humaines et matérielles puis de souder la population,. Toujours selon lui, ce qui manqua aux Américains fut une « véritable réflexion sur le communisme ». Très marqués par l'idéologie anticommuniste, c'est-à-dire une idéologie nourrie de la méconnaissance de « l'idéologie de l'adversaire », les Américains n'avaient pas dans l'après-guerre et durant les années 1950 de penseur politique de la puissance et de la clairvoyance de Raymond Aron, capable de combattre les communistes à partir du marxisme en sachant faire à sa façon, la distinction entre sociologie marxiste et idéologie marxiste[Quoi ?],. Ils étaient en quelque sorte imprégnés par ce qu'on a longtemps appelé en France l'« anticommunisme primaire ». Mentalité qui était déjà dénoncée en 1955 dans le roman britannique de Graham Greene, Un Américain bien tranquille et interdit à sa sortie aux États-Unis[réf. nécessaire].
Trois ans après la fin de la guerre, Laurent Schwartz et Madeleine Rébérioux écrivent dans Le Monde :

« Alors que Calcutta est un hôpital dans la rue, les enfants vietnamiens sont souriants, correctement nourris, correctement chaussés. »

Quarante ans après la fin de la guerre, The Guardian dans un dossier d'analyse de fond sur la société vietnamienne considère qu'« en dépit d'avoir perdu la guerre, les Américains et leurs alliés sont revenus avec les armes encore plus puissantes de la finance, forçant les Vietnamiens à prendre une route qu'ils n'avaient pas choisie. […] Trois décennies après que les communistes ont émergé vainqueurs de la guerre, [le Vietnam] est maintenant membre pleinement intégré de l'économie capitaliste globalisée. L'ouest a finalement gagné ». Le constat est partagé par The Economist qui montre en plus les différences de développement économique entre le nord en retard et le sud qui prospère.
Par ailleurs, en juin 2015, des sondages du Pew Research Center donnent 78 % de la population vietnamienne ayant une opinion favorable des États-Unis et 71 % favorable à leur stratégie militaire de « Pivot vers l'Asie ».

## Conséquences de la guerre

### Au Vietnam
Divisé depuis 1954, le Vietnam est réunifié de la frontière de Chine à la pointe de « Camau » le 2 juillet 1976 pour créer la république socialiste du Vietnam. Saïgon est renommée Hô Chi Minh-Ville en l'honneur du précédent président.
En plus du problème prioritaire et urgent du ravitaillement résolu par Mme Nguyen Thi Binh, signataire des accords de paix de Paris au nom du Front national de libération du Sud Vietnam, il y eut le problème d’une « catastrophe sociologique » sans précédent pour une population rurale agglutinée dans des villes de garnison, depuis 1946, vivant d’une « économie des poubelles », des déchets des armées et des fournitures militaires dont le « marché aux voleurs » était célèbre, avec les drogues et la prostitution tout autour.
De 1975 à 1982, 65 000 personnes sont exécutées au Vietnam et plus d'un million sont envoyées en « camps de rééducation » ou dans les « nouvelles zones économiques ». Leurs biens personnels (habitations, commerces, entreprises, terres) sont confisqués pour une période plus ou moins longue.
La plus grande conséquence sur le développement sud-est asiatique est le fait que les plus grands « cerveaux » du Vietnam (le Vietnam était très développé avant la guerre) aient fui aux États-Unis avec les Américains, aient été décimés ou aient disparu dans les camps de rééducation communistes. Du peu d'intellectuels qui ont survécu à la catastrophe, très peu ont pu trouver un travail, car une bonne partie d'entre eux était contre le gouvernement communiste qui les a, par conséquent, privés de travail.

### Exil et diaspora
Une partie des réfugiés de 1975 était l’élite du régime de Saïgon partie en avion avec les derniers personnels américains.
Les réfugiés de 1980 étaient de petites gens fuyant la troisième guerre d’Indochine et les difficultés économiques d’un pays dévasté par des guerres depuis 1946.
Au total, trois millions de personnes quittent la péninsule indochinoise entre 1975 et 1997, selon le Haut Commissariat des Nations unies pour les réfugiés.
Plus d'un million de Sud-Vietnamiens fuient le pays à bord d'embarcations de fortune,. Le nombre de Boat-people n'ayant pas survécu est estimé par le Haut Commissariat entre 200 000 et 250 000.
Les Sud-Vietnamiens qui ont fui leur pays constituent une force économique aux États-Unis et ailleurs. Depuis les années 1990, la diaspora vietnamienne contribue à redynamiser l'économie du pays.

### Au Cambodge
Les exactions du régime Khmer rouge (1,7 million de victimes, soit 21 % de la population) découlent directement de la guerre civile qui fit rage au Cambodge dans les années 1970, ce dernier conflit étant à relier à la guerre du Vietnam.

### Aux États-Unis
Après la déconvenue du Vietnam, le commandement militaire américain considéra que les armées américaines n'étaient pas adaptées pour ce type de conflit et qu'il était nécessaire de se concentrer sur des guerres plus conventionnelles notamment en se préparant à l'affrontement contre l'Union soviétique. L'expérience contre-insurrectionnelle acquise sur place fut rapidement oubliée.
La guerre du Vietnam a également participé à l’émergence du Posttraumatic stress disorder dans le milieu du Viêt Nam Veterans’ Movement. Le posttraumatic stress disorder (PTSD) intervient dans le milieu des vétérans de la guerre du Vietnam. L'un des premiers intervenants de ce nouveau diagnostic est Chaim Shatan, un psychiatre et psychanalyste new-yorkais qui a étudié la médecine à l'université McGill à Montréal. Son travail l’a amené à côtoyer des anciens combattants canadiens de la Seconde Guerre mondiale.
Chaim Shatan cherche à voir Robert Lifton, psychiatre new-yorkais, qui, en 1970, est professeur à Yale. Lifton a publié un ouvrage sur les victimes de la bombe atomique d'Hiroshima et était psychiatre durant la guerre de Corée. Il est l'une des personnalités éminentes du mouvement antinucléaire et veut alors rallier à sa cause les adversaires de la guerre du Vietnam, actif depuis des années. L'organisation sera baptisée Viêt Nam Veterans against the War (VVAW), Shatan et Lifton rencontrent alors quelques anciens combattants du Vietnam dès le début de l’année 1970. Ils mènent ensemble des rap groups (groupes de parole), dans lesquels les anciens combattants parlent de ce qu’ils ont vécu pendant la guerre ainsi que des problèmes qu’ils rencontrent depuis leur retour. « Les anciens combattants leur ont raconté qu’ils passaient beaucoup de temps à « causer » ensemble de la guerre et de leur vie depuis qu’ils en étaient revenus », relate Wilbur J. Scott, historien, pour expliquer le nom donné à cette nouvelle forme de groupe, qui va bientôt se répandre dans tous les États-Unis. Les deux psychiatres et d'autres collègues experts en la matière introduisent leur expérience de thérapie collective dans ces rap groups. Cependant, leur expertise psychiatrique se heurte simultanément à une résistance.
Ce sont Shatan et Lifton qui initient un nouveau diagnostic. Jusqu'à cette époque, en effet, les affections des anciens du Vietnam étaient expliquées par la présence antérieure de conflits psychiques et par une mauvaise prédisposition constitutionnelle. Elles n'étaient donc pas envisagées comme des problèmes provoqués par la guerre du Vietnam et n’étaient pas intégrées dans les prestations du Département des anciens combattants. Cet état de fait donne lieu à une offensive stratégique d'un groupe composé de psychiatres, thérapeutes, anciens combattants du Vietnam et une assistante sociale du nom de Sarah Haley, en vue d'établir un diagnostic qui prenne en compte de façon adéquate les symptômes des vétérans, mais qui soit également applicable à d’autres catastrophes. Cette approche doit permettre aussi d'impliquer le Département des anciens combattants dans le remboursement des lésions psychiques dues à la guerre. Le groupe fait alors avancer sa cause en la portant sur la scène publique au moyen de tables rondes, conférences, émissions de radio, publications et études, mais aussi devant la commission de révision de l’Association américaine de psychiatrie (APA), qui publie le manuel diagnostic DSM (Diagnostic and Statistical Manual of Mental Disorders).
C'est une manœuvre scientifique qui se révèle la plus fructueuse. Le groupe et d’autres compagnons de route créent le Viêt Nam Veterans Working Group (Groupe de travail sur les anciens combattants du Vietnam), qui se donne pour mission d'élaborer cette nouvelle catégorie de diagnostic. Le décentrement du regard de ses principaux membres est essentiel dans ce projet de création de catégorie psychiatrique. Indépendamment l'un de l'autre, Chaim Shatan et Sarah Haley trouvent une nouvelle interprétation des pathologies des anciens combattants.

### En Chine
La Chine a profité de l'après-guerre pour s'emparer du territoire longeant la frontière entre la Chine et le nord du Vietnam, ainsi qu'une partie des îles dont le sous-sol regorge de pétrole (voir Conflit en mer de Chine méridionale).

## Chronologie
- 11 décembre 1961 : Première intervention américaine au Vietnam. Un porte-avions américain transportant deux escadrilles d'hélicoptères fait escale à Saïgon. Pour la première fois, l'armée américaine aide directement les sud-vietnamiens dans leur combat contre la guérilla communiste.
- 11 juin 1963 : Pour protester contre le régime autoritaire pro-américain du président vietnamien Ngô Dinh Diêm, le bonze bouddhiste Thích Quảng Đức se suicide par le feu à Saïgon. D'autres immolations publiques suivront et les mouvements d'opposition seront sévèrement réprimés par le pouvoir. En novembre, un coup d'État renversera le gouvernement de Ngô Dinh Diêm qui sera fusillé. En 1964, les États-Unis décideront d'envoyer des troupes au Vietnam afin de s'opposer à l'avancée communiste.
- 7 février 1965 : Après avoir fait évacuer les dernières familles américaines, l'US Air Force lance sa première offensive aérienne directe sur le Nord-Vietnam. Le but des États-Unis et du gouvernement sud-vietnamien est de mettre à mal les réseaux de ravitaillement en armes et en carburant des communistes du Nord. Ces bombardements marquent le début de la deuxième guerre d'Indochine. À partir du mois de mars, les marines américains arrivent de plus en plus nombreux au Sud-Vietnam.
- À partir de février 1965 la RDVN est, région par région, de plus en plus systématiquement bombardée. C'est ce qu'on appellera l'escalade.
- 29 juin 1966 : Premiers raids américains sur la capitale, Hanoï. Les dépôts de carburants de Hanoï et de Haïphong sont bombardés[108].
- 1967 : Contestation croissante de la guerre en Europe et aux États-Unis. Organisation de deux Sessions d'un tribunal d'opinion, le Tribunal Russell, en Norvège du 2 au 12 mai, puis au Danemark du 28 novembre au 1er décembre accusant d'agression et de génocide. Discours de Martin Luther King le 4 avril. Grandes manifestations étudiantes le 21 octobre. Sur le terrain des troupes sont envoyées et en novembre au Sud le général américain Westmoreland annonce une prochaine victoire. Les bombardements sur la R.D.V. continuent.
- 1968 : 30 janvier, offensive révolutionnaire inattendue du Têt au Sud-Vietnam. Washington recule. Le 29 février le secrétaire à la Défense, Robert Mac Namara, démissionne ; le 31 mars le président des États-Unis, Lyndon Baynes Johnson, annonce qu'il ne se représentera pas aux élections présidentielles et négocie une désescalade des bombardements sur la RDVN qui aboutit le 31 octobre à un arrêt total des frappes sur le Nord Vietnam.
- juillet 1969 : La nouvelle administration Nixon entreprend la vietnamisation de la guerre : retirer progressivement les troupes US qui ont atteint leur sommet en mai avec 540 000 hommes et donner au Sud les moyens de la faire.
- 2 septembre 1969 : Mort de Hô Chi Minh. En plein conflit avec les États-Unis, le président de la république démocratique du Vietnam, artisan de l'indépendance du pays et de l'instauration d'un régime communiste, meurt d'une crise cardiaque à Hanoï à l'âge de 79 ans. Hô Chi Minh, qui a vécu en France de l'âge de 27 à 34 ans, a créé le parti communiste indochinois en 1930 et proclamé l'indépendance et la fondation de la république démocratique du Vietnam en 1945, ouvrant neuf années de conflit avec la France, alors puissance coloniale. Après la défaite française de Dien Bien Phû et les accords de Genève (1954), il accepte le partage provisoire du Vietnam en deux États, le Nord et le Sud. Hô Chi Minh entame pourtant l'invasion du sud en se heurtant cette fois aux États-Unis qui soutiennent le régime de Saïgon. Le 2 juillet 1976, le nom de Hô Chi Minh-Ville est donné à l'ex-capitale du sud.
- 1972:
  - avril-mai : nouvelle escalade. À la suite de l'attaque du Sud, le 30 mars, par les armées de Hanoï et du FNL avec cette fois-ci de l'armement lourd, l'administration Nixon reprend les bombardements sur le Nord, et le 8 mai, juste avant une rencontre Nixon - Brejnev à Moscou (22-30 mai), franchit un tout nouveau pas : le minage du port d'Haïphong. Contrairement à certains pronostics la rencontre au sommet est maintenue par l'URSS qui tient à conclure, par nécessité pour son économie, sa population, et pour la reconnaissance de sa parité avec les États-Unis, un nouveau traité de limitation de la course aux armements (Traité SALT) ; d'autant qu'elle reproche à la République démocratique du Vietnam de ne pas l'avoir prévenue de l'offensive[178]. En rupture avec son attitude précédente, l'Union soviétique va aider à l'aboutissement de la négociation Hanoï - F.N.L - Saïgon - Washington[179].
  - 18-29 décembre : après un arrêt à la fin septembre, les bombardements américains sur la RDVN reprennent dans le but de la forcer à accepter la mise à égalité des présences américaines et nord-vietnamiennes au Sud-Vietnam. Hanoï ne cède pas.
- 1973 : le 27 janvier sont signés les accords de Paris qui stipulent les conditions de la mise en place pacifique de la réunification par le gouvernement Thieu : libération des prisonniers politiques, mise en place d'une commission nationale représentant toutes les parties. Hanoï obtient finalement le maintien de ses troupes au Sud-Vietnam. Les États-Unis s'engagent à déminer le port d'Haïphong et à contribuer financièrement à la reconstruction du Vietnam[180]. La somme est fixée à 3 milliards 250 millions de dollars. Elle ne sera jamais versée.
- 30 avril 1975 : Chute de Saïgon.

## Dans les arts et la culture populaire

### Filmographie
La Guerre du Vietnam ainsi que ses répercussions sociétales ont été représentées tant au cinéma qu'à la télévision.

#### Cinéma
Les premiers films à traiter le sujet le font alors que le conflit n'est pas encore terminé et par la suite il seront très critiques à l'égard de l'engagement américain, tout en faisant évoluer le genre du film de guerre à travers ses personnages et situations vivant toute l'horreur de ce conflit.

## Documentaires
- 1983 : Vietnam: A Television History.
- 1986 :  Le 17ème Parallèle : La guerre du peuple de Marceline Loridan-Ivens et Joris Ivens.
- 2001 : Au cœur de la guerre du Vietnam de Stuart Taylor.
- 2005 : Images inconnues: La Guerre du Vietnam d'Isabelle Clarke et Daniel Costelle.
- 2007 : Day Under Fire: Vietnam War de Greg Alvarez.
- 2011 : Viêtnam, au cœur de l'enfer de Sammy Jackson.
- 2014 : Guerre du Vietnam – La vérité sur les négociations secrètes de Daniel Roussel.
- 2015 : Vietnam: 50 Years Remembered réaliser par Kevin R. Hershberger.
- 2016 : Guerre du Vietnam, les Traces Cachées de Guilain Depardieu et Timothée Janssen.
- 2017 : Vietnam de Geoffrey C. Ward, Ken Burns et Lynn Novick.
- 2022 : Vietnam, Nixon & Kissinger : la stratégie du fou de Stephen Talbot.
- 2025 : 
  - Turning Point: The Vietnam War de Brian Knappenberger.
  - Vietnam : la guerre qui a changé l’Amérique réalisé par Ethan Hawke.

#### Ouvrages historiques
- Bernard Fall (préf. Philippe Devillers), Les deux Viet-Nam, Paris, Payot, 1967
- Gérard Chaliand (préf. Philippe Devillers), Les paysans du Nord-Viêt Nam et la guerre, Paris, Maspero, 1968
- Gérard Chaliand, Mythes Révolutionnaires du Tiers-monde, guérillas et socialismes, Paris, Éditions du Seuil, coll. « Points », 1979
- Gérard Le Quang, Giap ou la guerre du peuple, Paris, Denoël, 1973
- Gérard Le Quang, La Guerre américaine d'Indochine : 1964-1973, Paris, Éditions Universitaires, 1973, 248 p. (ISBN 2-402-22583-1, lire en ligne).
- Jean Lacouture et Simonne Lacouture, Viet-Nam, voyage à travers une victoire, Paris, Éditions du Seuil, 1976
- Jacques Portes, Les Américains et la guerre du Vietnam, Bruxelles, Éditions Complexe, 1993, 358 p. (ISBN 2-87027-471-8, lire en ligne)
- Alain Ruscio, Vivre au Viet-nam, Paris, Éditions sociales, 1980
- « dossier Indochine : guerre des socialismes, mort des peuples », Les Temps modernes, no 402,‎ janvier 1980
- Philippe Franchini, Les guerres d'Indochine, Paris, Pygalion/G. Watelet, 1988, 437 p. (ISBN 2-85704-267-1)
- Gilles Férier, Les trois guerres d'Indochine, Lyon, Presses universitaires de Lyon, 1994, 168 p. (ISBN 2-7297-0483-3, lire en ligne)
- (fr + en) Christopher Goscha et Karine Laplante, L'échec de la paix en Indochine/The failure of Peace. 1954-1962, Paris, Indes savantes, coll. « Asie », 10 avril 2010, 327 p. (ISBN 978-2-84654-226-5)
- Olivier Todd, Cruel avril : 1975, la chute de Saïgon, Paris, Éditions Robert Laffont, 1987, 479 p. (ISBN 2-221-04852-0)
- (en) Stanley Karnow, Vietnam : A History, Penguin Books, 1er juin 1997, 784 p. (ISBN 978-0-670-74604-0)
- Jacques Suant (préf. F. Gambiez), Vietnam, 45-72; la guerre d'indépendance, Arthaud, coll. « Notre temps, » (no 26), 1972, 314 p.
- Philip Jones Griffiths (trad. de l'anglais), Vietnam Inc, Paris, Phaidon, 2001, 221 p. (ISBN 0-7148-9309-9)
- Jean Cazemajou (dir.), La Guerre du Viêt Nam et l'opinion publique américaine 1961-1973, Paris, Presses de la Sorbonne nouvelle, 12 avril 1995, 199 p. (ISBN 2-87854-020-4)
- Laurent Cesari, L'Indochine en guerres, 1945-1993, Paris, Belin, 1995, 315 p. (ISBN 978-2-7011-1405-7).
- Maurice Vaïsse et Christopher Goscha, La guerre du Vietnam et l'Europe, 1963-1973, Bruxelles, Bruylant, 2003, 491 p. (ISBN 978-2-8027-1788-1 et 978-2-275-02390-8)
- Vital Ferry, « Aviation civile en Indochine (1955-1975) », le trait d'union, vol. 2, no 168,‎ 1996
- William Shawcross, Une tragédie sans importance ; Kissinger-Nixon et l'anéantissement du Cambodge, Paris, Balland, 1979
- Bernard Vincent (dir.), Histoire des États-Unis, Paris, Flammarion, 1997, 466 p. (ISBN 2-08-081376-5)
- Howard Zinn (trad. de l'anglais), Une histoire populaire des États-Unis de 1492 à nos jours, Marseille, Agone, 2002, 811 p. (ISBN 2-910846-79-2)
- Pierre Mélandri, Histoire des États-Unis depuis 1865, Paris, Nathan, 1976
- Pierre Mélandri, La Politique extérieure des États-Unis de 1945 à nos jours, Paris, PUF, 1995

#### Analyses
- Hannah Arendt, « Du mensonge en politique : réflexions sur les documents du Pentagone », dans Du mensonge à la violence, Paris, Calmann-Levy, 2003 (ISBN 2266128132).
- Noam Chomsky et Edward S. Herman (trad. de l'anglais), La fabrication du consentement : de la propagande médiatique en démocratie, Marseille, Agone, coll. « Contre-feux », 2008, 653 p. (ISBN 978-2-7489-0072-9, OCLC 470979806), Chomsky y étudie les mécanismes de la propagande en démocratie et consacre une grande partie de ce livre au rôle de la presse pour le cas particulier de la guerre du Viêt-Nam.
- Tribunal Russell, Le jugement de Stockholm, Paris, Éditions Gallimard, coll. « Idées », 1967, 384 p. (ISBN 2070351475), chap. 147.
- Jean-Paul Sartre, Situations, t. VIII : Autour de 68, Paris, Éditions Gallimard, 1972, « Première partie-Viet-nam : le tribunal Russell », p. 7-124.

#### Mémoires
- Jacques Danois, Frères dans la rizière, Paris, Fayard, 1998, 303 p. (ISBN 2-213-60109-7)
- Michaël Flaks (préf. Jean Ziegler), Chroniques de la route mandarine : récit, Paris, Indo Editions, 2014, 101 p. (ISBN 978-2-914086-42-4)
- Henri Froment-Meurice, Journal d'Asie : Chine, Inde, Indochine, Japon : 1969-1975, Paris Budapest Torino, l'Harmattan, 2005, 488 p. (ISBN 2-7475-8270-1, lire en ligne)
- Jean-Claude Guillebaud et Raymond Depardon, La colline des Anges : retour au Vietnam : 1972-1992, Paris, Éditions du Seuil, 1993, 186 p. (ISBN 2-02-019828-2)
- Michael Herr (trad. de l'anglais), Putain de mort, Paris, Éditions Albin Michel, 2010, 265 p. (ISBN 978-2-226-14192-7)
- Robert McNamara (trad. de l'anglais), Avec le recul : la tragédie du Vietnam et ses leçons, Paris, Éditions du Seuil, 1996, 383 p. (ISBN 2-02-025917-6)
- Mangold Tom et Penycate John,, Les Tunnels de Cu Chi, Éditions Albin Michel, 1986
- Wilfred Burchett, Hanoi sous les bombes, Paris, Maspero, 1967
- Madeleine Riffaud,
  - Dans les maquis viet-cong (préf. Philippe Devillers), Éditions Julliard, 1965
  - Au Nord Viêt Nam (écrit sous les bombes), Éditions Julliard, 1965
- Neil Sheehan, L'Innocence perdue : un Américain au Vietnam, Paris, Éditions du Seuil, 1990, 659 p. (ISBN 2-02-012189-1)
- Như Trương (trad. de l'anglais), Mémoires d'un Vietcong, Paris, Flammarion, 1985, 347 p. (ISBN 2-08-064803-9)
- (en) Heonik Kwon, After the Massacre : Commemoration and Consolation in Ha My and My Lai, Université de Californie Press, 2006, 231 p. (ISBN 978-0-520-24797-0, lire en ligne)
- Lyndon B. Johnson, Ma vie de président, Paris, Buchet/Chastel, 1972.
- Richard Nixon, Mémoires, Paris, Fayard, 1978.
- Université de Sherbrooke, « Manifestation d’envergure à Washington contre l’intervention américaine au Viêt Nam », 16 novembre, 2019, http://perspective.usherbrooke.ca/bilan/ servlet/BMEve?codeEve=996

#### Œuvres littéraires
- Pierre Boulle, Les Oreilles de jungle, Paris, Flammarion, 1972
- Kent Anderson (trad. de l'anglais par Frank Reichert, préf. James Crumley), Sympathy for the devil, Paris, Éditions Gallimard, 2013, 583 p. (ISBN 978-2-07-044790-9) (traduction française)
- Joe Haldeman, Les deux morts de John Speidel, Paris, Éditions Gallimard, 2003, 507 p. (ISBN 978-2-07-042621-8) (traduction française)
- Stephen King (trad. William Olivier Desmond), Cœurs perdus en Atlantide : roman [« Hearts in atlantis »], Paris, Éditions Albin Michel, 2001, 553 p. (ISBN 978-2-226-12209-4, OCLC 47191972), King fait souvent référence à cette guerre dans son livre.
- Jean Lartéguy, Un Million de Dollars Le Viet (la seconde guerre d'Indochine), Raoul Solar, 1965
- Jean Lartéguy, Voyage au bout de la guerre, Presses de la Cité, 1971
- Jean Lartéguy, Enquête sur un crucifié (roman), J'ai Lu, 1973
- Norman Mailer (trad. de l'anglais), Les armées de la nuit : l'histoire en tant que roman, le roman en tant qu'histoire, Paris, Éditions Grasset, 1970, 373 p. (ISBN 2-246-13962-7)